# قلعه

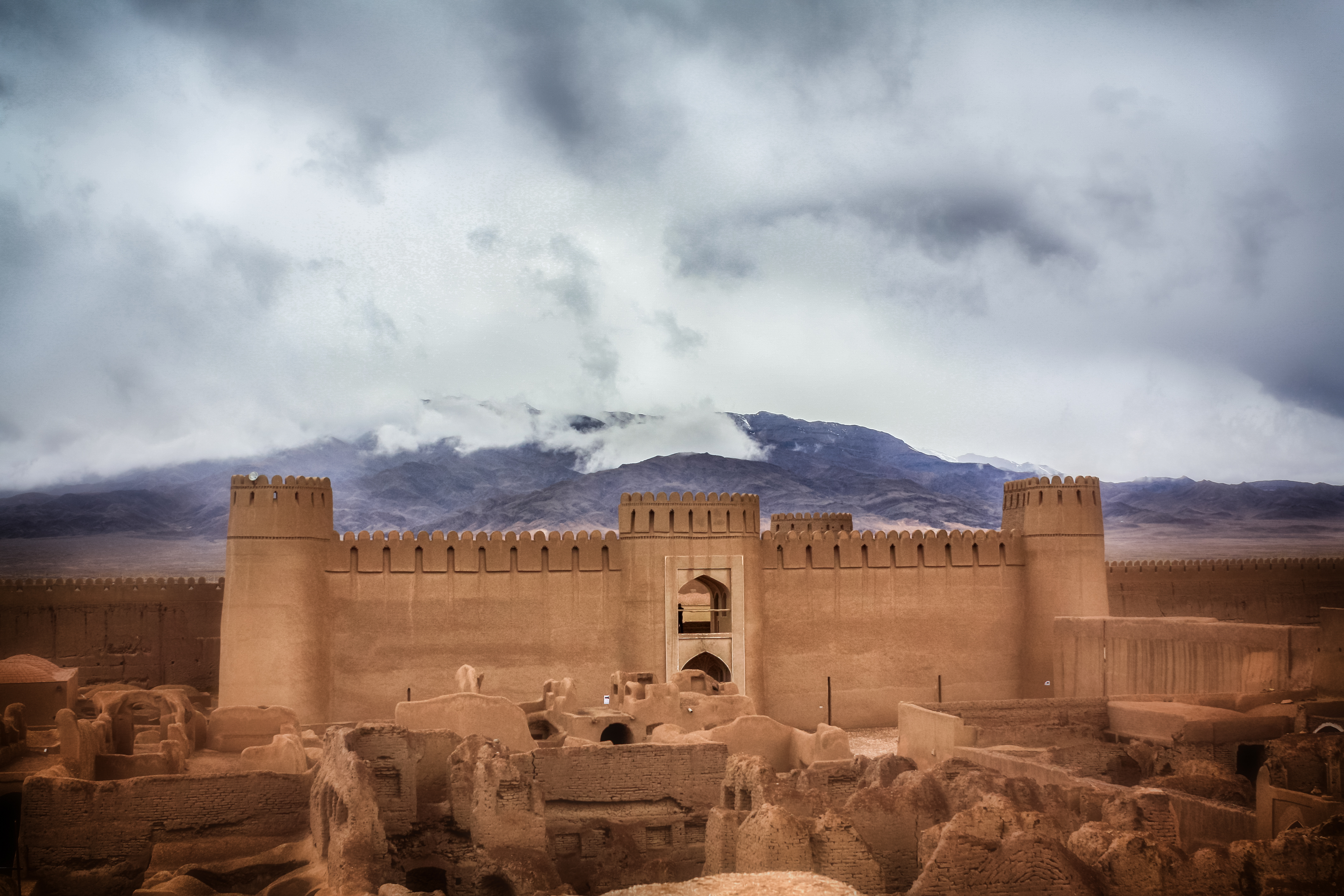
ارگ راین با معماری ساسانی مربوط به شاهنشاهی ساسانی؛ کرمان ایران

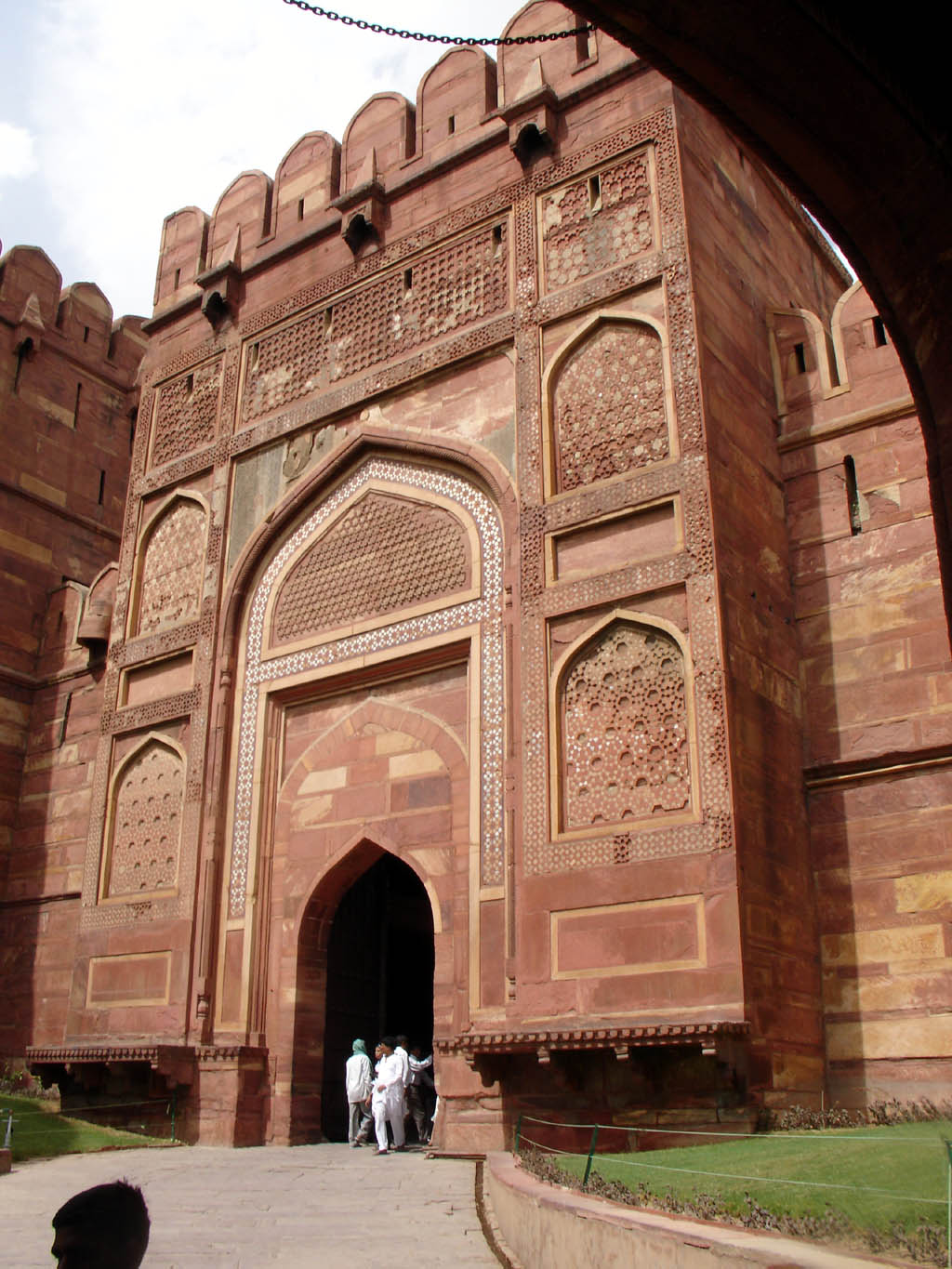
درگاه قلعه آگرا در هندوستان

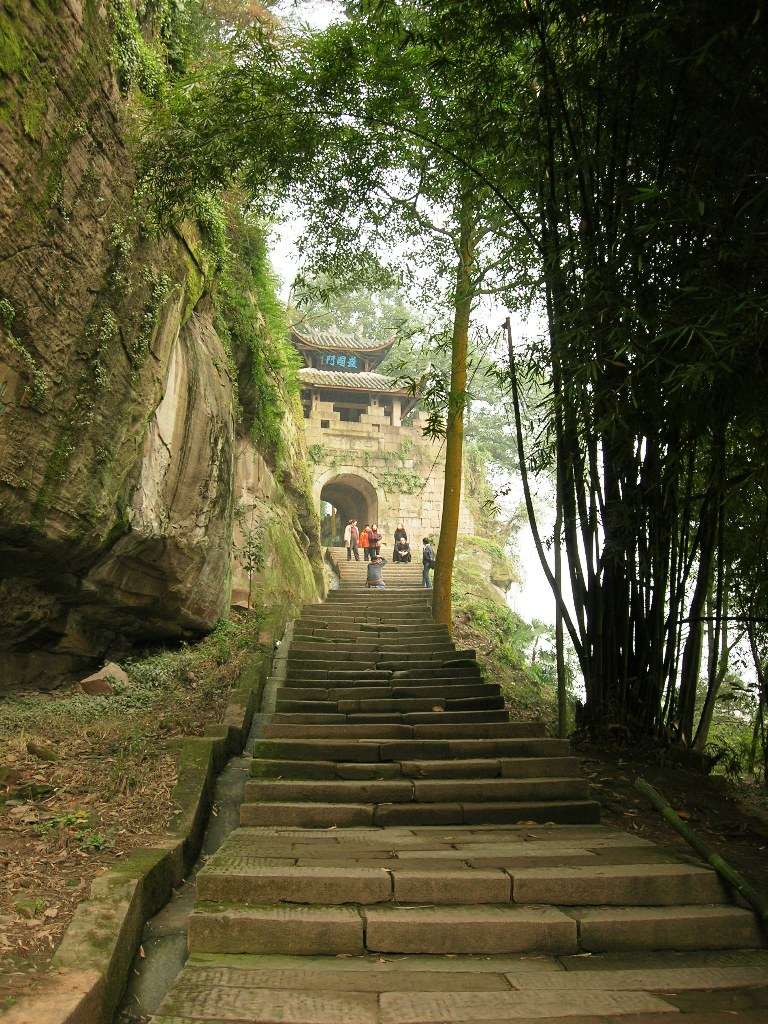
قلعه دیائویو، هه چوان، استان چونگ چینگ، چین

دِژ یا قَلعه یا کَلات یک سازه مستحکم است که از دیرباز در ایران، هند و چین و در سده‌های میانی توسط نجیب‌زادگان در اروپا احداث می‌شد. قلعه با کاخ که دارای استحکامات نیست و شهرک مستحکم که گونه‌ای از دفاع عمومی بوده، با وجود شباهت‌های بسیار، تفاوت دارد. در طول زمان کاربرد این واژه دستخوش تغییرات فراوان بوده و به بناهای مختلفی اشاره می‌نموده‌است. در طول سده‌های مختلف، با وجود اشتراکات، قلعه‌ها اشکال و ویژگی‌های مختلفی داشته‌اند.
قلعه در اروپا در سده‌های نهم و دهم میلادی، پس از سقوط امپراتوری کارولنژی و در نتیجه تقسیم قلمرو میان مالکان شخصی و شاهزاده‌ها پدیدار گشت. این نجیب‌زادگان قلعه‌ها را برای سلطه بر پیرامون خود ساختند و آن‌ها را دارای ساختارهای آفندی و پدافندی کردند؛ چنین سازه‌هایی پایگاهی بودند که نجیب‌زادگان می‌توانستند به کمک آن‌ها همزمان به تهاجم و دفاع بپردازند. اگرچه خاستگاه قلعه‌ها بیشتر نظامی ارزیابی می‌شود اما به عنوان مرکز فرماندهی و نشانه قدرت نیز به کار می‌رفتند. قلعه‌های شهری برای کنترل مردم بومی و راه‌های مهم به کار می‌رفتند؛ قلعه‌های روستایی نیز اغلب در کنار مراکزی همانند آسیاب‌ها و زمین‌های حاصل‌خیز ساخته می‌شدند که برای زندگی به آنها نیاز بود.
بسیاری از قلعه‌ها در اصل از گل و چوب ساخته شده بودند اما بعدها با سنگ تقویت شدند. قلعه‌های آغازین بیشتر از مزایای دفاعی طبیعی مانند کوهستان و رودخانه و سازه‌هایی مانند برج‌ها بهره می‌بردند و بر روی یک برجک دفاعی میانی استوار بودند. اواخر سده دوازدهم میلادی و اوایل سده سیزدهم میلادی پدافند قلعه‌ها به پیشرفت‌های علمی دست یافت. این پیشرفت‌ها با شگرد پرتاب گلوله توپ از دو سو مایه گسترش برج‌ها شد. بسیاری از قلعه‌های نوین چند ضلعی و بر پایه دفاع متمرکز بودند. چندین مرحله از دفاع که به همراه یکدیگر می‌توانستند همزمان عمل کرده تا قدرت قلعه را به بالاترین حد برسانند. این تغییرات دفاعی به ترکیب پیشرفت فناوری قلعه‌ها به دنبال کسب تجارب در جنگ‌های صلیبی از جمله استحکامات متمرکز و الهام‌گیری از پدافندهای پیشین مانند پایگاه‌های دفاعی رومی نسبت داده می‌شود. تمامی عناصر معماری قلعه‌ها نظامی نیستند. مواردی مانند خندق‌ها از هدف اصلی خود یعنی دفاع به نمادی از قدرت تبدیل شدند.
اگرچه اروپایی‌ها در سده چهاردهم میلادی به باروت دست یافتند اما چنین دستاوردی تا سده پانزدهم، هنگامی که توپ‌ها به قدری توانمند شدند که بر دیوارهای سنگی فائق آیند، چندان بر قلعه‌ها تأثیرگذار نبود. با این که در سده شانزدهم ساخت قلعه‌ها ادامه یافت، فناوری‌های نوین ساخت توپ آن‌ها را به محلی نامناسب برای زندگی تبدیل کرد. بدین ترتیب قلعه‌های مسکونی رها شده و با قلعه‌های توپخانه‌ای که هیچ نقشی در حکومت مدنی نداشتند، جایگزین گشتند. پس از سده هجدهم میلادی، با ساخته شدن قلعه‌های ساختگی، به عنوان بخشی از احیای رمانتیسم معماری سده‌های میانه اروپا، رویکرد به قلعه با وجود این که دیگر اهداف نظامی نداشت، دوباره افزایش یافت.

## تعریف

### واژه‌شناسی
دژ یک واژه فارسی و قلعه وام‌واژه عربی. قلعه با دژ متفاوت است؛ زیرا دژ یک سنگر نظامی مستحکم و قلعه محل زندگی و سکونت. دربارهٔ گستره معنایی واژه قلعه هماهنگی وجود ندارد اما آن را جایگاهی دارای برج و بارو برای یک پادشاه، فرماندار، مالک یا نجیب‌زاده به‌شمار می‌آورند. قلعه از کاخ که برج و بارو ندارد، سنگر که جایگاه نجیب‌زادگان نیست و مکان مستحکم که یک پایگاه دفاعی عمومیست، متفاوت می‌باشد. با این وجود میان این انواع همانندی‌های فراوانی وجود دارد. در گذر زمان کاربری این واژه گسترش یافته و ساختمان‌های گوناگونی به این عنوان خوانده شده‌اند. در طول بیش از ۹۰۰ سالی که قلعه‌ها ساخته شده‌اند، این سازه‌ها اشکال و ویژگی‌های گوناگونی به خود گرفته‌اند.
واژه قلعه از پارسی میانه وارد عربی و ترکی شده‌است و از اکدی (kalakku) وارد پارسی میانه گشته‌است.
قلعه معرب واژه‌ای پارسی به صورت‌های کَلا، کَلات و کلاک است که همانند بسیاری از واژگان هنگام تعریب کاف به قاف تغییر کرده و از فارسی وارد عربی شده‌است. در زبان فارسی، در قدیم بیشتر واژه دز و دیز در این معنی رواج داشته و این در بسیاری از نام‌های جغرافیایی هم دیده می‌شود چنان‌که دزفول (دزپل) به معنای پل قلعه است و دیزج که نام بسیاری از روستاهای ایران است معرب دزگ و دیزگ به معنای قلعه کوچک است. دِزدار (دژدار) فارسی به معنای محافظ قلعه نیز در زبان ترکی عثمانی به عاریت گرفته شده و در مناطق تحت چیرگی عثمانی ازجمله در بوسنی استفاده می‌شود. گاهی این واژه برای تمام انواع استحکامات به کار می‌رود، و در نتیجه در معنی غلط استعمال می‌گردد. یک نمونه از آن قلعه میدن می‌باشد که بر خلاف نامش یکی از استحکامات تپه‌ای در عصر آهن است که ریشه و هدف بسیار متفاوتی دارد.
اگرچه واژه دژ به واژه‌ای عمومی برای یک خانه مانور تبدیل نشده‌است، بسیار از این خانه‌ها در نام خود واژه «دژ» را یدک می‌کشند، درحالی که از ویژگی‌های معماری قلعه، عده معدودی را دارا می‌باشند، معمولاً علت اینست که صاحبان آن‌ها علاقه‌مند بودند که با گذشته ارتباط برقرار کنند و احساس می‌کردند که واژه «دژ» تجلی‌گاه قدرت آن‌ها می‌باشد. مطابق مطالعات، همان‌طور که در بالا گفته شد، قلعه به عنوان مفهومی منسجم پذیرفته شده‌است، ریشه آن به اروپا بازمی‌گردد و بعدها صلیبیون آن را به بخش‌هایی از خاورمیانه گسترش داده‌اند.
در مکان‌های مختلف جهان، ساختمان‌های مشابهی دارای ویژگی‌های استحکامی و سایر مشخصات توصیفی مربوط به مفهوم قلعه می‌باشند، اگرچه آن‌ها در دوران و شرایطی متفاوت ایجاد شده و تحولات و تأثیرات مختلفی را تجربه کرده‌اند. برای مثال استفان ترنبول تاریخ‌دان، شیرو در ژاپن را به عنوان یک دژ قلمداد می‌کند، که شامل «یک تاریخ توسعه کاملاً متفاوت می‌باشد، که به روشی کاملاً متفاوت ساخته و برای مقاومت در برابر حمله‌هایی با طبیعت کاملاً متمایز طراحی شده‌است.» درحالی که قلعه‌های اروپایی ساخته شده از اواخر سده ۱۲ام و اوایل سده ۱۳ام به بعد، در اصل سنگی بودند، شیرو تا سده ۱۶ام عمدتاً از چوب ساخته می‌شود.

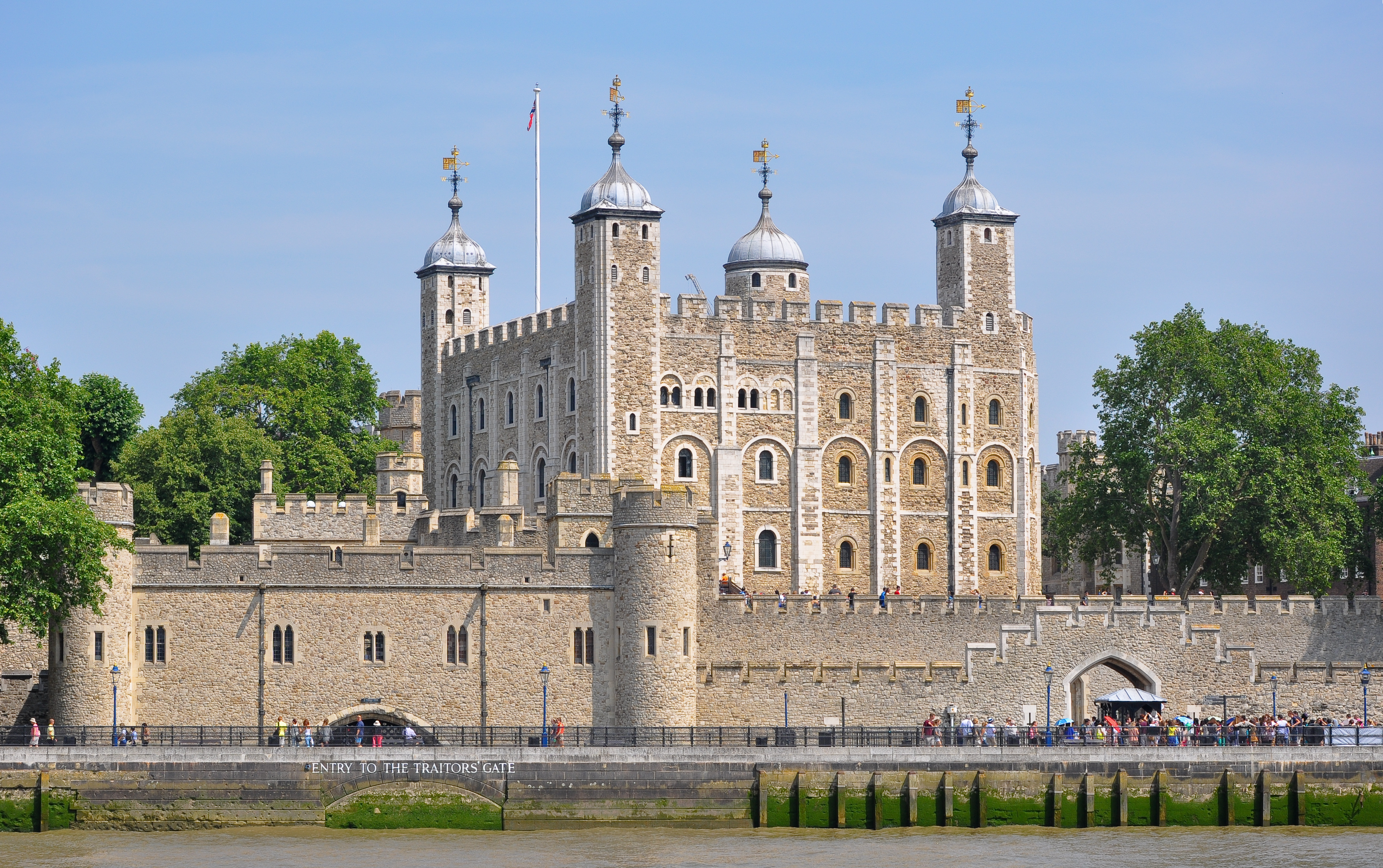
برج سفید نورمنی، برجک دفاعی برج لندن، که تمام استفاده‌های قلعه شامل پدافند شهر، منطقه مسکونی و یک پناه‌گاه در زمان بحران را شامل می‌شود.

### ویژگی‌های متمایز کننده
فرانک‌ها در نخستین جنگ صلیبی (۱۰۹۶–۱۰۹۹)، تمامی دژها و شهرک‌ها و روستاهای دارای دیوار را که با آن روبه‌رو می‌شدند، به‌شکل یکسانی «قلعه» خطاب می‌کردند. با این حال، امروزه در ساده‌ترین شکل تعریف که توسط پژوهشگران مورد پذیرش قرار گرفته‌است، قلعه «یک عمارت شخصی مستحکم» می‌باشد. این بنا با استحکامات قدیمی‌تر مانند بورهای آنگلوساکسون و شهرهای دارای دیوار مانند قسطنطنیه و انطاکیه، متفاوت است. قلعه‌ها صورتی از دفاع جمعی نبودند بلکه توسط حاکمان فئودال ساخته شده و در سلطه آن‌ها بودند. در رویکرد متاخر نوین اصرار بر لزوم قرار داشتن بنا در محیطی فئودالی جهت شمول آن در تعریف قلعه نیز پدید آمده‌است.

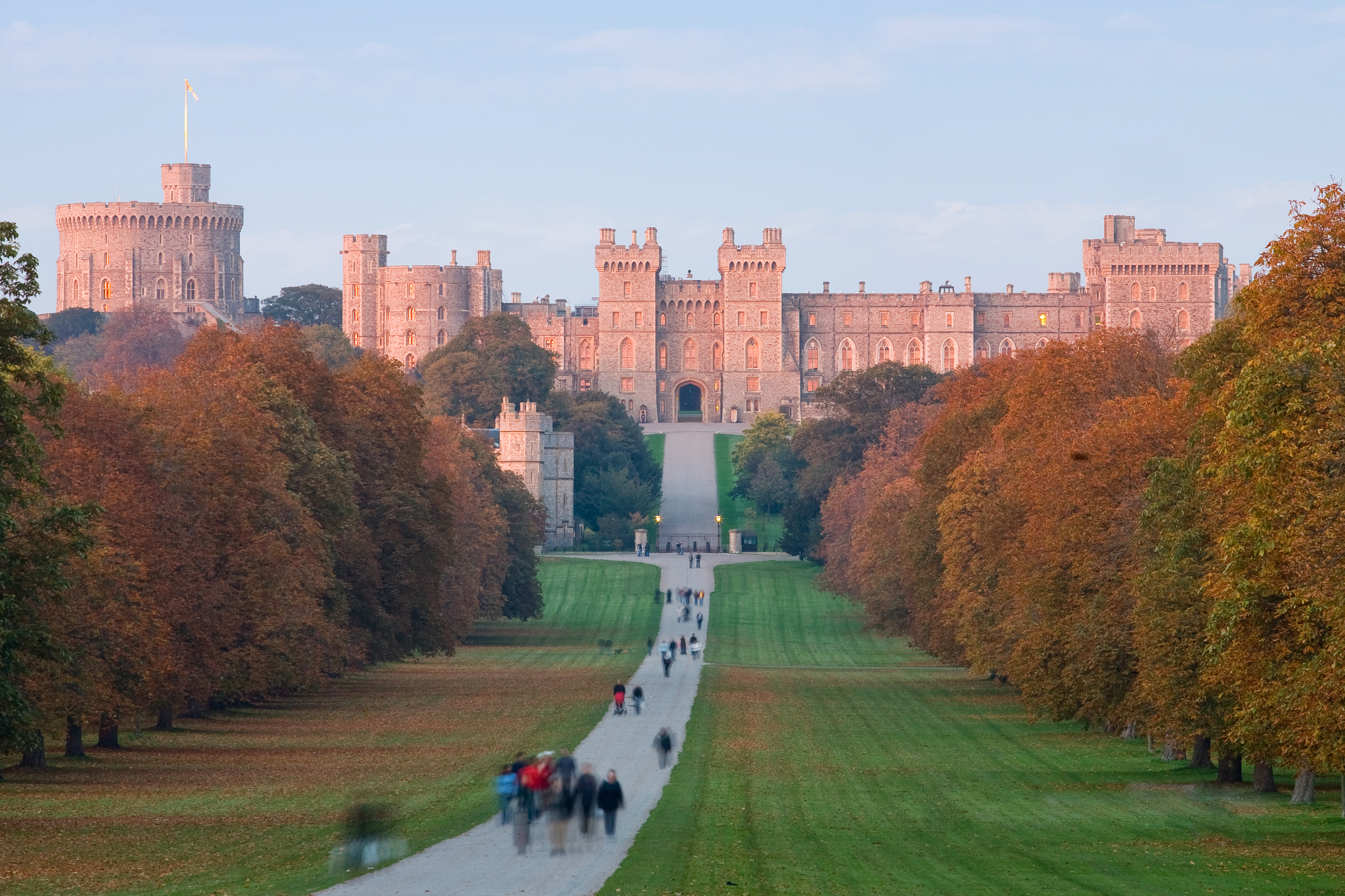
قلعه وینزر در انگلستان که در طول فتح انگلستان توسط نورمن‌ها ساخته شد و امروزه به عنوان یکی از اقامت‌گاه‌های رسمی و اصلی الیزابت دوم به‌شمار می‌رود.

قلعه‌ها برآورده کننده طیفی از اهداف بودند که مهم‌ترین آن‌ها شامل مسائل نظامی، حکومتی و اجرایی می‌شدند. علاوه بر کاربرد دفاعی، قلعه‌ها می‌توانستند ابزاری تهاجمی به عنوان پایگاه عملیات درون اراضی دشمن باشند. مهاجمان نورمن در انگلستان از قلعه‌ها برای اهداف دفاعی و پاکسازی ساکنین محلی استفاده کردند. ویلیام یکم هنگام پیشروی در اراضی انگلستان، جهت امنیت‌بخشی به مواضع کلیدی، استحکاماتی بنا نمود. او میان سال‌های ۱۰۶۶ و ۱۰۸۷ میلادی، ۳۶ قلعه همانند قلعه وارویک، جهت مقابله با شورشی‌ها احداث کرد.
با نزدیک شدن به اواخر قرون وسطی، با ظهور توپ‌های نیرومند و استحکامات توپ‌خانه‌ای دائمی، دژها اهمیت نظامی خود را از دست دادند. قلعه‌ها از آن پس تنها به عنوان اقامت‌گاه و مظاهر قدرت کاربرد داشتند. یک قلعه علاوه بر اینکه می‌توانست به عنوان یک سنگر یا زندان عمل کند، مکانی برای سرگرمی یک شوالیه یا لرد و همراهانش بود. با گذر زمان، با بدل شدن ظاهر و اندازه قلعه به مظهری از اعتبار و قدرت ساکنانش، زیبایی‌شناسی طراحی قلعه‌ها اهمیت فراوانی یافت. اگرچه در دوره‌های بعدی قلعه‌ها هنوز در مقابل سطوح پایین تهاجم مقاوم بودند، در نهایت جای خود را به عنوان اقامت‌گاه‌های سطح بالا، به خانه‌های ویلایی مجلل دادند.

## ویژگی‌های رایج

### تپه

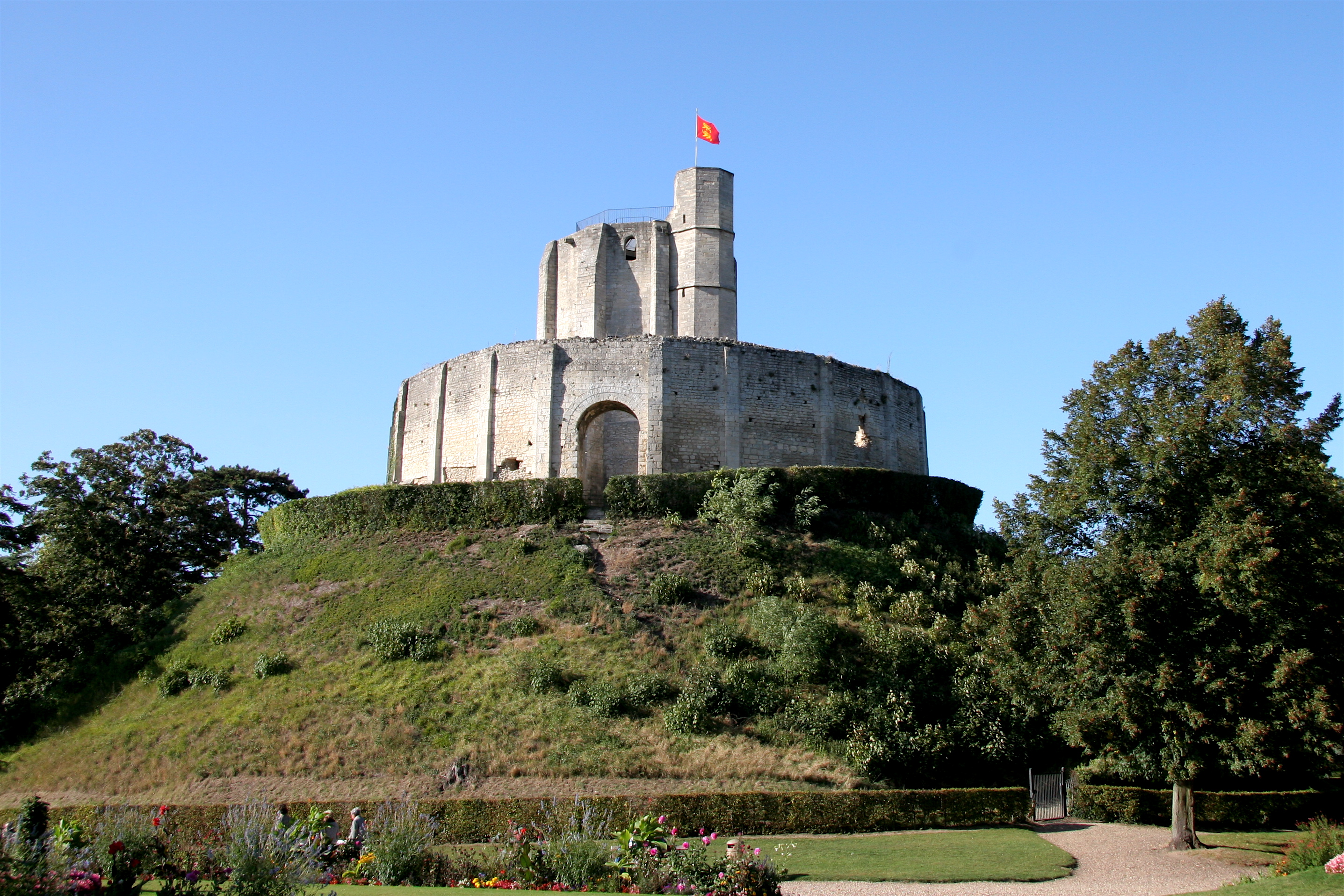
حصار چوبی پیرامون تپه اغلب بعدها با سنگ جایگزین شدند که می‌توان نمونه آن را در قلعه گیسورس در فرانسه مشاهده کرد.

تپه قلعه عارضه‌ای خاکی با فرازی مسطح بود. این تپه اگرچه گاهی بخشی‌هایی از عوارض طبیعی از پیش موجود را نیز دربر می‌گرفت، اغلب مصنوعی بود؛ از این رو ایجاد آن با توجه به محدودیت‌های فناورانه، مستلزم به‌کارگیری مقدار زیادی نیروی کار و قوه جسمی بود. تپه اندازه‌های متفاوتی داشت اما معمولاً بسیار بزرگ بود و ارتفاع آن به ۱۰ متر یا بیشتر هم می‌رسید. تپه اغلب به همراه حصار یک قلعه تپه‌وحیاط را شکل می‌داد. با این حال در برخی موارد تپه به تنهایی به کار برده می‌شد. با حفاری زمین دور تپه یک شیار در اطراف آن ایجاد می‌شد که خندق نامیده می‌شود. معمولاً در منتهی‌الیه تپه پلی معلق قرار داشت که دو طرف خندق را به هم وصل می‌کرد. بر فراز تپه اغلب یک سازه مستحکم مانند یک برجک دفاعی قرار می‌گرفت و قسمت مسطح ممکن بود به شکل اختصاصی به وسیله پرچین احاطه شود. گاهی تپه بر روی یک قلعه قدیمی دیگر قرار می‌گرفت که موجب می‌شد اتاق‌های سازه قبلی به عنوان انبار و زندان در زیر برجک دفاعی نو به کار برده شود.

### محوطه و برون‌بارو
محوطه یا حیاط یک محیط محصور مستحکم بود. محوطه یکی از ویژگی‌های رایج قلعه‌ها به حساب می‌آمد و اکثر آن‌ها حداقل یک محوطه داشتند. درحالیکه برجک دفاعی در بالای تپه اقامتگاه مالک قلعه و آخرین سنگر دفاعی به حساب می‌آمد، محوطه سکونتگاه سایر ساکنان قلعه بود و از آن‌ها حفاظت می‌کرد. سربازخانه، اصطبل، کارگاه و انبارها اغلب در این محوطه قرار داشتند. آب از طریق چاه یا آب‌انبار فراهم می‌شد. با گذر زمان، تمرکز از برجک دفاعی به محوطه انتقال یافت. این مسئله موجب ایجاد یک محوطه دیگر شد که ساختمان‌های مجلل همچون اقامتگاه‌های حاکم و کلیسا را از ساختمان‌های دیگر مانند کارگاه‌ها و سربازخانه‌ها جدا می‌کرد.
محوطه‌ها با وجود این که عموماً مربوط به قلعه‌های نوع تپه‌وحیاط بودند، می‌توانستند صورتی از سازه‌های دفاعی مستقل به حساب بیایند. برون‌بارو محوطه اصلی دفاعی قلعه بود. یک قلعه می‌توانست چندین محوطه اما تنها یک برون‌بارو داشته باشد. قلعه‌های بدون برجک دفاعی که بر دفاع بیرونی خود جهت محافظت متکی بودند، گاهی «قلعه‌های برون‌بارو» نامیده می‌شوند. این نوع از قلعه‌ها نخستین شکل قلعه‌ها بودند که به پیش از ابداع برجک دفاعی در سده دهم، بازمی‌گردند.
از اواخر سده دوازدهم شوالیه‌ها از خانه‌های کوچکی که در محوطه قبلاً در آن می‌زیستند، خارج شدند و در خانه‌های مستحکم واقع در حومه شهرها زندگی کردند.

### برجک دفاعی

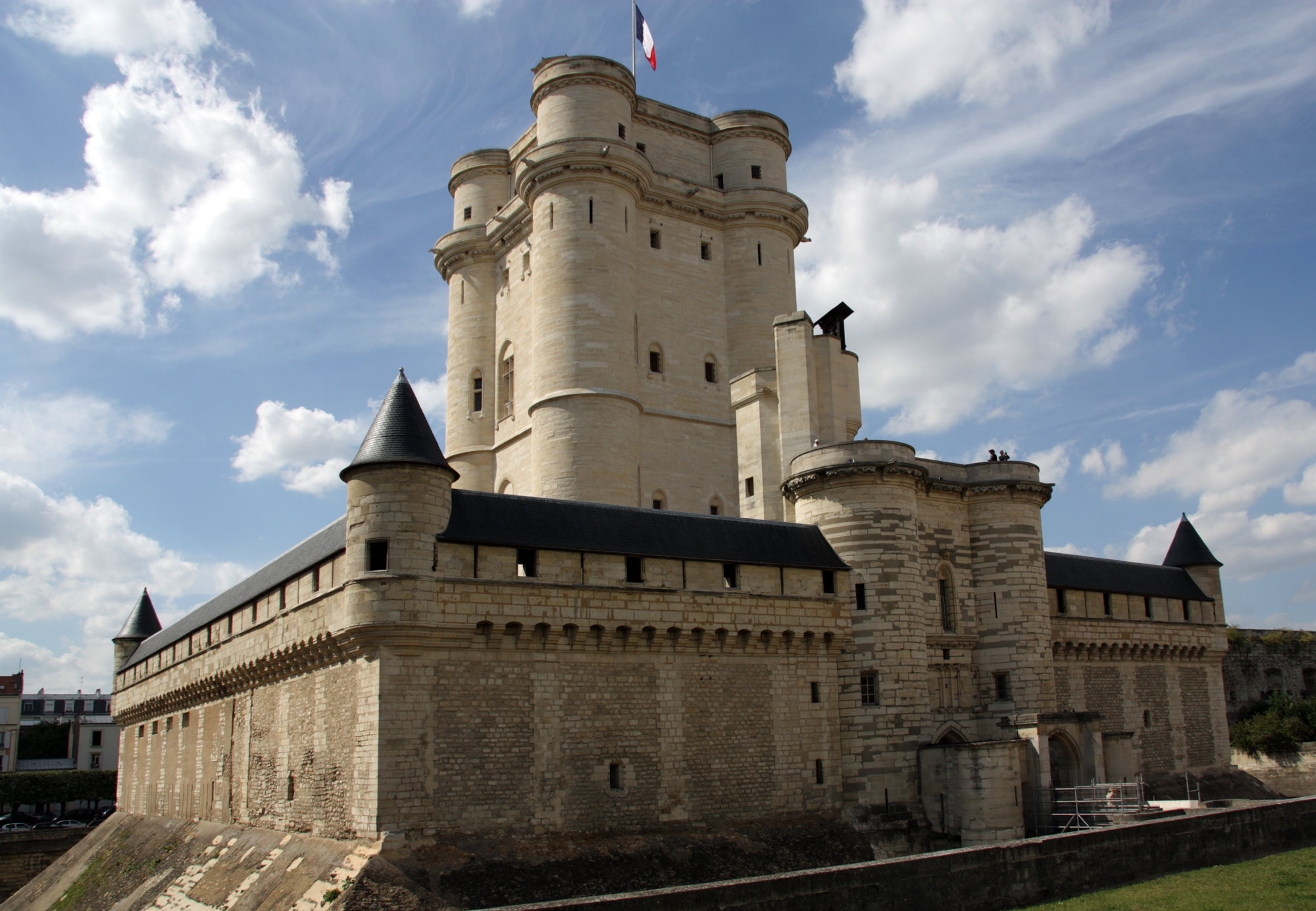
برجک دفاعی قلعه وینسنس در سده ۱۴ام که نزدیک برج‌های پاریس و بالای دیوار حایل قلعه قرار دارد. این دیوار ویژگی‌های رایج معماری قلعه را نشان می‌دهد: یک اتاق دروازه‌بان، برج‌های گوشه‌ای و مزغل‌سازی‌ها.

برجک دفاعی برجی عظیم و قبل از رواج دفاع متمرکز، مستحکم‌ترین نقطه قلعه بود.< در قلعه‌های تپه‌وحصار، برجک دفاعی در بالای تپه قرار داشت. اگرچه برجک دفاعی اغلب مستحکم‌ترین بخش قلعه و آخرین پناهگاه در زمان سقوط دفاع خارجی بود، در زمان حمله خالی نمی‌ماند بلکه به عنوان اقامت‌گاه مالک قلعه یا مهمانان و نمایندگان او استفاده می‌شد. برجک دفاعی در ابتدا تنها در انگلستان رایج بود. هنگامی که پس از پیروزی نورمن‌ها در سال ۱۰۶۶ میلادی، فاتحان برای مدتی طولانی در شرایط مدام آماده‌باش به سر می‌بردند. در جاهای دیگر همسر حاکم یک اقامت‌گاه جدا در نزدیکی برجک دفاعی داشت و برجک دفاعی پادگان و مرکز فرماندهی نظامی بود. این دو ساختمان به تدریج در یکدیگر ادغام شدند. فضای داخلی بزرگی که در بسیاری از برجک‌های دفاعی به چشم می‌خورد، می‌تواند گمراه‌کننده باشد؛ این فضا همانند ساختمان‌های اداری مدرن، به چندین اتاق تقسیم می‌شدند.

### اتاق دروازه

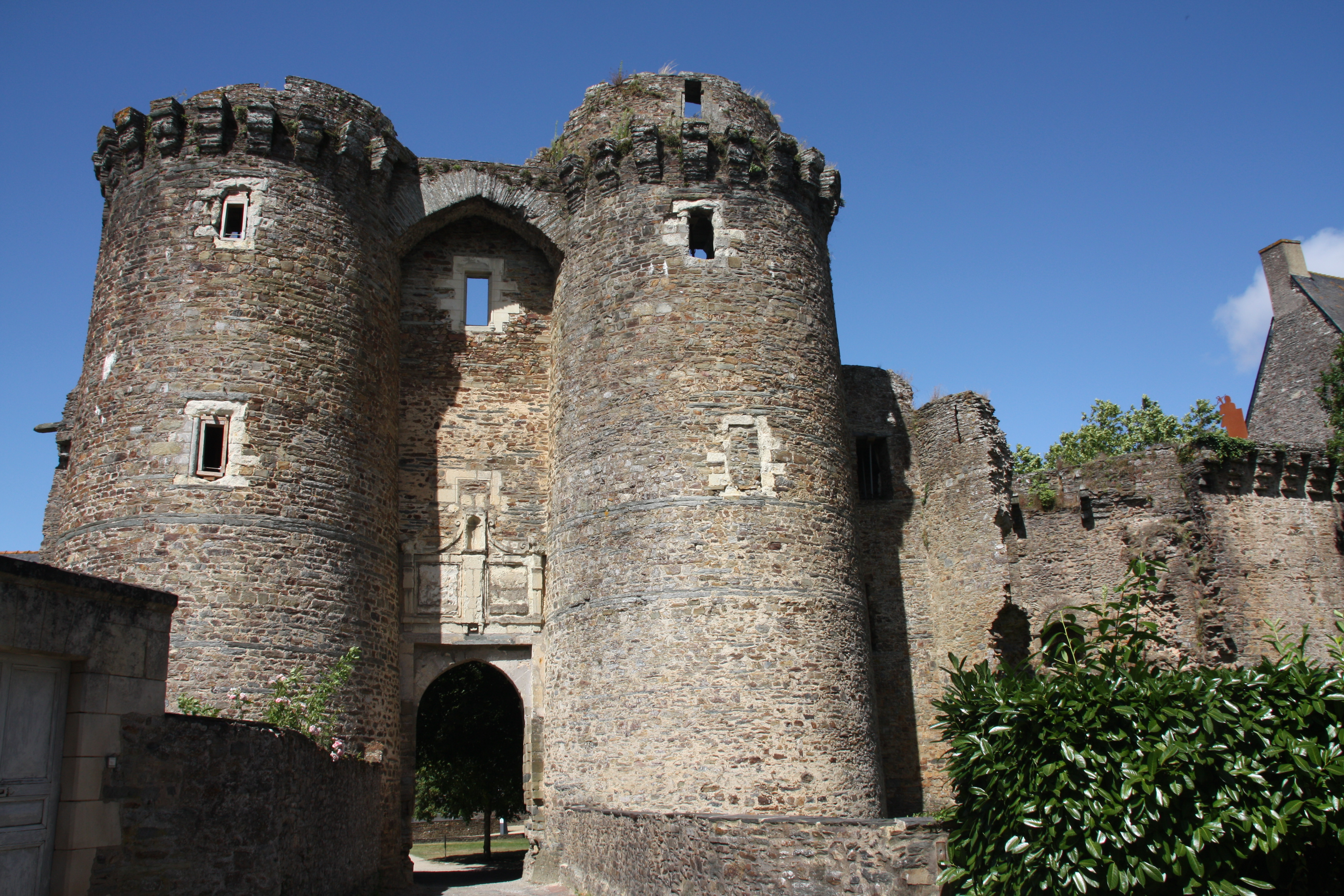
اتاق نگهبان دروازه قلعه چاتئائوبریانت در سده ۱۳ام، در فرانسه. این سازه قسمت بالا را به پایین متصل می‌کرد.

ورودی قلعه اغلب ضعیف‌ترین بخش از نظر دفاعی بود. برای غلبه بر این نقطه ضعف، اتاق دروازه ابداع شد تا افراد داخل قلعه بر جریان و رفت‌وآمد تسلط داشته باشند. در قلعه‌های گلی و چوبی، اتاق دروازه نخستین بخشی بود که با سنگ بازسازی می‌شد. جلوی دروازه یک نقطه کور به حساب می‌آمد. به منظور مقابله با این نقطه کور، در هر دو سوی دروازه، برج‌هایی به شیوه‌ای مشابه رومیان طراحی شد. اتاق دروازه شامل مجموعه‌ای از موانع تدافعی بود تا یک حمله مستقیم را دشوارتر کند. معمولاً در قلعه‌ها یک یا چند دروازه بالارو و چند پیکان‌درز وجود داشت که به سربازان اجازه می‌داد با دشمنان مقابله کنند. گذرگاه درون اتاق دروازه طولانی ساخته می‌شد تا زمان عبور مهاجمین و تحت حمله قرارگرفتن آن‌ها در مکانی محدود را بدون امکان پاسخگویی، افزایش دهد.
شایعه‌ای معروف است که سوراخ‌های مرگ که در سقف مسیر دروازه قرار داشتند، برای ریختن روغن جوشان یا سرب ذوب‌شده بر سر مهاجمان به کار می‌رفتند؛ درحالیکه هزینه روغن و سرب و فاصله اتاق دروازه از کوره‌های آتش‌نشان می‌دهند که این موضوع عملی نبود. به احتمال زیاد از این سوراخ‌ها برای پرتاب اشیا به طرب مهاجمان و خاموش کردن آتش آن‌ها با ریختن آب، ایجاد شده بودند. تدارکات طبقه بالایی اتاق دروازه برای اقامت ایجاد شده بودند، لذا دروازه هرگز بی دفاع نمی‌ماند.
در طول سده‌های سیزدهم و چهاردهم، برج‌وبارو شامل حصار، خندق و یک برج در مقابل اتاق نگهبان دروازه، توسعه یافت لایه حفاظتی دیگری ایجاد شده باشد. هدف این مانع تنها ایجاد خط دفاعی دیگر نبود، بلکه مسیر حمله را نیز به مهاجمان تحمیل می‌نمود.

### خندق

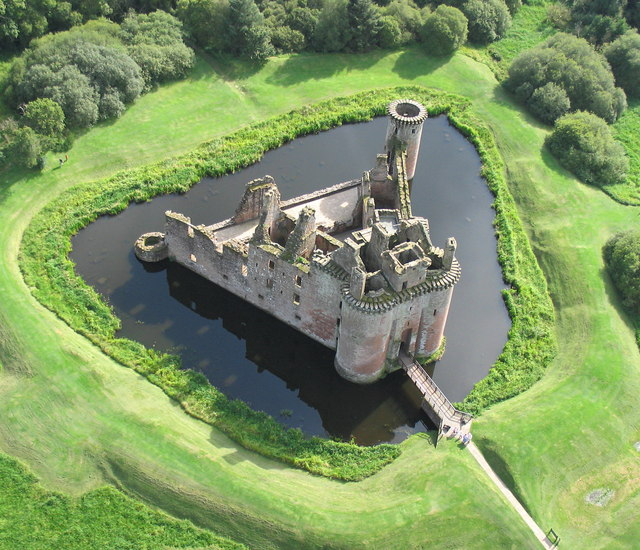
قلعه کارلاوراک در اسکاتلند که به وسیله خندق احاطه شده‌است

خندق گودالی بزرگ به صورت خشک یا پر از آب بود که قلعه را احاطه یا بخش‌های مختلف آن را از یکدیگر جدا نمی‌نمود. هدف آن غالباً دفاعی و جلوگیری از رسیدن تجهیزاتی مانند برج محاصره به دیوار بیرونی و سخت‌تر کردن حفر تونل بود. خندق‌های دارای آبی در مناطق پست قرار داشتند و اغلب در آن‌ها از تخته‌پل استفاده می‌شد. این پل‌ها اغلب با پل‌های سنگی جایگزین می‌شدند. پدافند آبی مانند خندق‌ها و دریاچه‌های طبیعی مسیر دشمنان به سمت قلعه را تعیین می‌کردند.

### دیوار حایل
دیوارهای حایل دیوارهایی دفاعی هستند که حیاط بیرونی را محصور می‌کنند. آن‌ها باید به قدری بلند باشند که نتوان به راحتی با استفاده از نردبان از آن‌ها بالا رفت، و به اندازه‌ای ضخیم باشند که در مقابل بمباران سلاح‌های محاصره که از سده ۱۵ام به بعد شامل باروت توپخانه می‌شدند، مقاوم باشند. یک دیوار معمولی سه متر پهنا و ۱۲ متر ارتفاع داشت، اگرچه این مقدار می‌تواند با توجه به اندازه قلعه متفاوت باشد. گاهی برای ممانعت از از زیر خراب کردن دیوارهای حایل، دامنه‌ای سنگی در پایه آن‌ها ساخته می‌شد. راه‌روهای بالای دیوارهای حایل به نیروهای تدافعی اجازه می‌داد که مهمات را بر سر دشمنان فرو ریزند، و کنگره‌ها امنیت را افزایش می‌دادند. برج‌های نوک تیز بر فراز دیوارهای حایل امکان شلیک در طول دیوار را فراهم می‌ساختند. تا سده ۱۳ام استفاده از درزپیکان‌ها در اروپا رواج پیدا نکرد، زیرا این ترس وجود داشت که آن‌ها استحکام دیوار را کاهش می‌دهند.

قلعه آتشگاه از محدود قلعه‌های لانه‌موری ایران

### لانه‌موری
لانه‌موری اصطلاحی برای نوعی از ساختارهای دفاعی زیرزمینی است، این ساختارها اکنون با یکی از اصطلاحات کمتر شناخته شده «غار / پناهگاه / قلعه / چاله / شهر زیرزمینی» یا اصطلاحات مشابه دیگر شناخته شده‌اند. این سازه‌ها که در بسیاری از مناطق ایران و ترکیه دیده شده‌است، راهروهای پیچ در پیچ و راهروهایی با چندین طبقه و هزارتوی است که به تقلید از لانه مورچه ساخته شده‌است. طرح این لانه‌ها چنان پیچیده، تودرتو و تاریک بوده که اگر دشمن یا شخص غریبه یا ناآشنایی وارد آن می‌شد، در راهروهای تاریک گم می‌شد و سرانجام توسط بومیان یا تشنگی و گرسنگی و کمبود هوا کشته می‌شد. نمونه‌های شاخصی از این لانه‌موری‌ها در نیاسر و نوش‌آباد، مورچه‌خورت اصفهان، قلعه آتشگاه و بُناب در آذربایجان غربی شناسایی شده‌اند.

### سایر ویژگی‌ها
کنگره‌ها اغلب بر بالای دیوارهای حایل و بالای خانه‌های دروازه به چشم می‌خورند، و شامل چند عنصر از جمله هردنجس می‌باشند. هردنجس‌ها سازه‌هایی چوبی بودند که دربالای دیوار قرار می‌گرفتند، و به سربازان اجازه می‌دادند که بدون خطر به مهاجمان حمله کنند و وسایل را بر سراشان بیندازند.
درزپیکان‌ها، دهانه‌های عمودی باریکی در دیوار دفاعی بودند که به کمانداران اجازه می‌دادند به سمت مهاجمان شلیک کنند. شکاف باریک با ایجاد هدفی بسیار کوچک از مدافعان محافظت می‌کرد، اما اگر اندازه شکاف بیش از حد کوچک بود، مانع از بازده کامل مدافعان می‌شد. یک شکاف افقی کوچکتر می‌توانست دید کماندار را به‌طور چشم‌گیری افزایش دهد. گاهی دروازه زندان شامل می‌شد؛ این دروازه به پادگان اجازه می‌داد قلعه را ترک کند و نیروها را محاصره نماید. فاضلاب اغلب با شیب دیوارهای خارجی به پایین تخلیه می‌شد.

## تاریخچه

### پیشینه

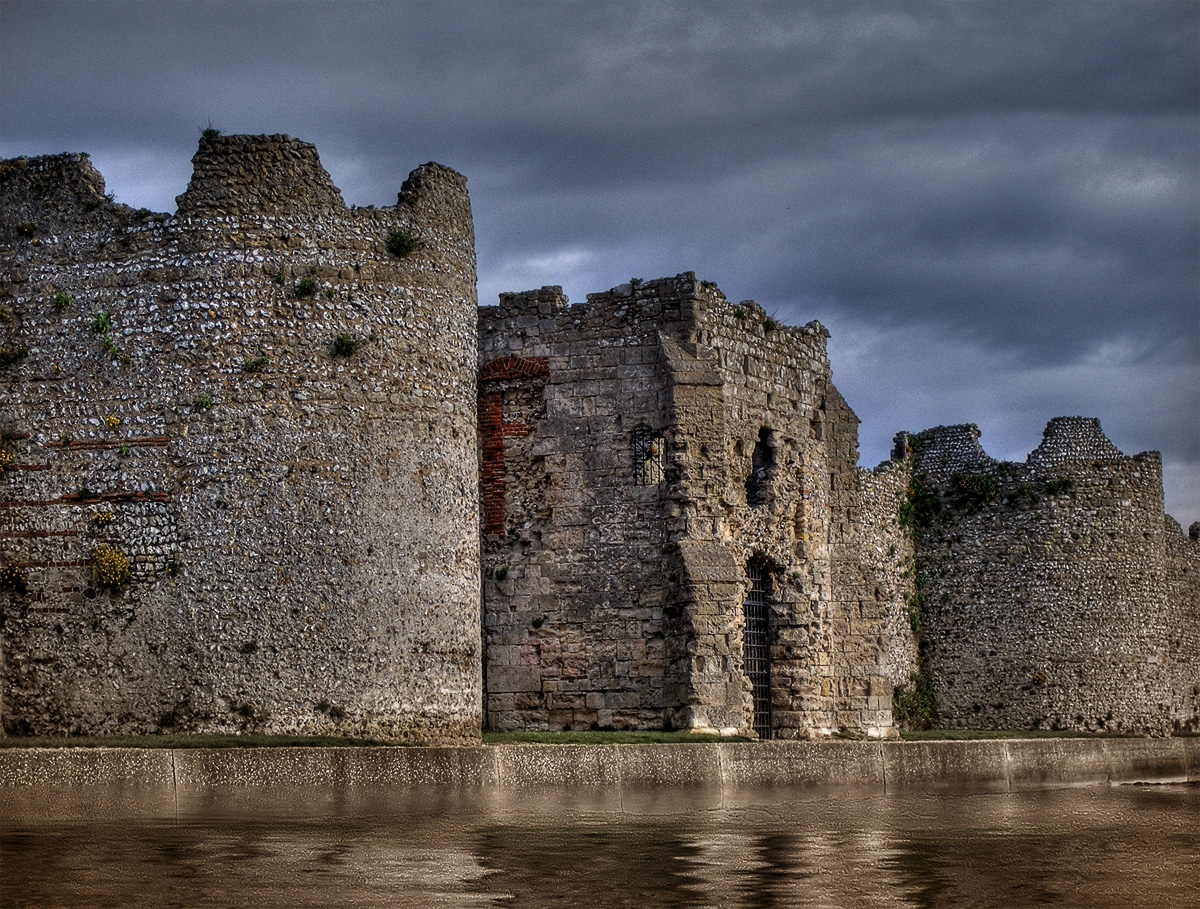
قلعه پورتچستر به عنوان قلعه‌ای از سده‌های میانه، داخل استحکامات رومی ساخته شده‌است.

از زمانی که انسان شروع به انباشت منابع بقای خود، به ویژه محصولات زراعی و حیوانات اهلی، کرد مرزبندی و دفاع از آن لازم بود. نخستین استحکامات در دولت-شهرهای میان‌رودانی هلال حاصل‌خیز، دره رود سند، مصر و چین شکل گرفتند که جمعیت فراوانی در سکونتگاه‌هایی که با دیوارها، باروها و دروازه‌های بزرگ محافظت می‌شدند، متمرکز بود. در سرزمین‌های شمالی‌تر با جغرافیایی ناملایم‌تر، تا عصر برنز به ندرت سازه‌های مشابهی یافت می‌شد.
پس از سده‌ها توسعه، رومی‌ها از سده نخست میلادی برنامه بزرگی از احداث استحکامات مرزی به اجرا درآوردند تا از اراضی خود در مقابل مهاجمان خارجی دفاع کنند. این استحکامات خطی دفاعی شامل شهرهای مستحکم، دژها، اردوگاه‌ها و برج‌های دیده‌بانی بود که با خندق و خاکریز دارای دیواره چوبی به یکدیگر متصل می‌شدند. با به ارث بردن از یونانیان و شرق نزدیک، این استحکامات دائمی رومیان تمامی ویژگی‌های اصلی ساختاری قلعه‌های آینده قرون وسطایی را در خود داشتند. شهرک‌های رومی با دیوارهایی به ضخامت ۲ تا ۶ متر و ارتفاع حدود ۱۰ متر محصور می‌شدند. این دیوارها برجک‌هایی استوانه‌ای یا نیمه‌استوانه‌ای با ارتفاعی بیشتر داشتند.
اضمحلال امپراتوری روم از سده سوم میلادی آغاز شد. در پی حملات شدید قبایل ژرمن و در نهایت تهاجم هون‌ها، امپراتوری روم غربی فروپاشید و به حاکمیت‌های متعدد و آشفته محلی تقسیم شد. بدین ترتیب تمرکز اداری روم با تنوع و تشدد سیاسی جایگزین گردید. مشخصه سده‌های چهارم تا ششم در اروپا کاهش جمعیت شهری و بازیابی سازه‌های دفاعی برای مقابله با خشونت و تهاجم‌ها بود. شهرها به هسته کوچکی با مساحت ۶ تا ۳۰ هکتار تقلیل یافتند که قابل دفاع‌تر بود. قبایلی که رومی‌ها را با جنگ تحرک شکست داده بودند، خود یک‌جانشین شدند و اهمیت استحکامات را دریافتند. ویزیگوت‌ها در این زمان شهرهای مستحکم و دژهای متعددی در شبه‌جزیره ایبری و جنوب فرانسه ساختند.

### اوایل قرون وسطی (سده‌های ششم تا نهم)
در آغاز قرون وسطی در حدود سال ۵۰۰ پس از میلاد، در پهنه قاره اروپا تقریباً هیچ قلعه‌ای به معنایی که امروزه از آن مستفاد می‌شود، وجود نداشت. دهه یا حتی سده خاصی را نمی‌توان آغازی بر فرایند قلعه‌سازی در این قاره دانست. با وجود این که بسیاری از تاریخ‌دانان سده نهم میلادی را مبدأ این موضوع فرض می‌کنند اما به هر صورت این دیدگاه نیز از عمومیت برخوردار نیست. آنچه روشن است این است که در طول این مدتِ حدوداً ده سده‌ای، طراحی و ساخت قلعه‌ها تکامل یافته و در هر دوره ایده‌های جدیدی به آن اضافه شده و طراحی‌های قبلی دست‌خوش اصلاح گشته‌است. بدین ترتیب قلعه‌های ساخت سده‌های میانه اروپا را می‌توان حاصل نوآوری جمعیِ چندین نسل از بنایان، صنعت‌گران و مهندسان دانست.
با این حال که قلعه به روشنی یکی از سازه‌های مربوط به سده‌های میانه بوده‌است، برخی جنبه‌های تکنیک‌های طراحی و ساخت آن به زمان‌های بسیار فراتر از سده‌های میانه بازمی‌گشت. امپراتوری روم انواع مختلفی از دژها در پهنه اروپا احداث کرده بود. بیشتر این دژها جهت دفع حملات دشمنان ساخته شده بودند. از دژهای رومی تقریباً هیچگاه به عنوان اقامتگاه اشراف و حاکمان استفاده نشد به همین جهت تاریخ‌دانان به ندرت آن‌ها را در رده قلعه‌های قرون وسطی قرار داده‌اند. البته دژهای رومی در برخی جهات شباهاتی به قلعه‌های قرون وسطی داشته‌اند. از جمله این که در هر دو نوع از دیوارهایی با جنس چوب و سنگ استفاده گشته بود.
با اضمحلال امپراتوری روم، حاکمان جدید با آگاهی از ارزش نظامی آن‌ها، به‌نحوی از این سازه‌ها استفاده نمودند. این مردمان با تعمیر و تقویت دژهای رومی، گاهی تغییرات بزرگی در طراحی اصلی آن‌ها ایجاد می‌کردند. اروپایی‌ها بین سال‌های ۵۰۰ تا ۸۰۰ میلادی شروع به ساخت قلعه‌هایی برای خود کردند. برای مثال احداث قلعه سیلوس در پرتغال مربوط به این دوره و حوالی سال ۷۰۰ میلادی است. با این حال، قلعه‌ها از اهمیت زیادی در اوایل قرون وسطی برخوردار نبودند. منابع تاریخی و باستان‌شناسی مربوط به این دوره نشان‌گر ساخت تعداد نسبتاً اندکی قلعه در این زمان است. تعداد دژهای رومی که در این دوره ویران شده‌اند نیز بیشتر از دژهای تعمیر شده رومی بوده‌است. اهمیت‌زدایی از دژها در اثر تغییر سبک جنگ‌افزارهای رایج در آن برهه بود. از آن جایی که تسلیحات اوایل قرون وسطی عموماً جهت رزم نزدیک طراحی شده بودند، نبردها اغلب در فضای باز اتفاق می‌افتاد. در این شرایط، یک دژ به هر اندازه که مستحکم هم که می‌بود، نمی‌توانست کارگشا باشد. شرایط سیاسی و اقتصادی نیز دیگر عامل افول دژها در این دوره بود. خزائن خالی و عدم نیاز نظامی، توجیه‌گر صرف کردن منابع محدود درآمدی پادشاهان به دژهای بزرگ نبود. فروپاشی امپراتوری روم سبب ایجاد صدها واحد سیاسی کوچک در سرتاسر اروپا گشته بود که غالباً توانایی گردآوری سپاهیان پرتعداد را نداشتند. لشکرهای این دوره به ندرت به فراتر از ۱۵۰ تن می‌رسیدند. از همین رو با وجود متداول و ممتد بودن درگیری‌های نظامی، ایجاد و حفظ قلعه‌ها منطقی به نظر نمی‌رسید.

### ریشه‌ها (سده نهم و دهم)
از حدود سال ۸۰۰ میلادی دو تغییر عمده در اروپا سبب افزایش تأکید بر قلعه‌ها شد. نخستین مسئله ظهور نیروهای قدرتمند غارتگر و در راس آن‌ها وایکینگ‌ها بود. تهدید پدید آمده از جانب این غارتگران در مناطق ساحلی و روستایی نمود بیشتری داشت. با توجه به مهارت و شدت‌عمل این مهاجمان حتی شهرهای بزرگ نیز در مقابله با آن‌ها دچار مشکل بودند. در مناطق غیر شهری دفاع در مقابل این حملات تقریباً غیرممکن بود. بهترین و احتمالاً تنها راه مقابله با این معضل ایجاد استحکاماتی بود که پیشه‌وران را در پناه خود حفظ کند. مزارع و خانه‌ها همچنان آسیب گسترده‌ای می‌دیدند اما دست‌کم جان ساکنان ناحیه نجات میافت. تغییر دوم مربوط به تحولات اقتصادی و سیاسی جدیدی بود که تحت عنوان فئودالیسم اوایل سده نهم در اروپا بروز کرد.
با تجزیه امپراتوری کارولنژی به اجزای تشکیل دهنده آن، اروپا بین تعدادی حاکم قدرتمند تقسیم شد که همگی از طبقه نجیب‌زادگان بودند. این حاکمان به نوبه خود اراضی خود را بین حاکمان خردتر تقسیم نمودند. هر یک از این قسمت‌ها حاکم، خانواده او و رعایای فراوانی را دربرمی‌گرفت. نجیب‌زادگان به طمع دستیابی به زمین‌های بیشتر، دائماً بر سر ثروت و قدرت با یکدیگر درگیر بودند. به جهت مرسوم بودن این جنگ‌ها و اهمیت بالای زمین، حاکمان به منظور اجتناب از گرفتاری به مشکلات مالی، تأکید زیادی بر دفاع از اراضی خود می‌کردند. از همین رو ساخت استحکامات و قلعه‌ها رونق فراوانی در اروپای قرون وسطی یافت. این قلعه‌ها برای دفع تهاجمات احداث می‌شدند و اگر از ابهت کافی برخوردار بودند، می‌توانستند حتی پیش از آغاز حمله جلوی آن را بگیرند. به هر صورت گرایش طبیعی به کوچک‌تر بودن این قلعه‌ها نسبت به قلعه‌های پیشین بود. در این زمان نجیب‌زادگان رفته‌رفته مزیت خود را در سکنا گزیدن درون این قلعه‌ها به جای زندگی در خانه‌هایی با دفاع ضعیف، یافتند. بدین ترتیب ترکیب اهداف دفاعی و مراکز سکونتی نوع جدیدی از سازه‌ها را پدیدآورد. قلعه دوئه لا فونتین در فرانسه، با تبدیل شدن به یک برجک دفاعی در سال ۹۵۰ میلادی، قدیمی‌ترین قلعه پابرجای اروپاست.
این احتمال وجود دارد که قلعه تکامل‌یافته عمل مستحکم‌سازی خانه یک لرد باشد. بزرگ‌ترین تهدید برای خانه یا تالار لرد آتش‌سوزی به حساب می‌آمد چرا که معمولاً سازه‌ای چوبی بود. برای جلوگیری از این خطر و سایر تهدیدات، چندین روش وجود داشت: ایجاد سنگری حلقه‌ای برای دور نگه داشتن دشمن؛ ساختن تالار با استفاده از سنگ؛ یا ایجاد آن بر فراز یک تپه مصنوعی که به «بیشه کوچک» مشهور است تا مانعی برای مهاجمان ایجاد شود. درحالی که مفهوم خندق‌ها، خاکریزها و دیوارهای سنگی به عنوان ابزاری دفاعی، تاریخچه‌ای دیرینه دارد، ایجاد بیشه کوچک یکی از نوآوری‌های سده‌های میانه بود.
زمانی که این محل برای مدتی طولانی مورد استفاده قرار می‌گرفت، گاهی با سازه‌ای پیچیده‌تر جایگزین می‌شد یا با افزوده شدن یک دیوار حائل سنگی بهبود می‌یافت. ساختن تالار با سنگ لزوماً ایمنی آن را در مقابل آتش تضمین نمی‌کرد، چرا که هنوز پنجره‌ها و در چوبی داشتند. از این رو پنجره‌ها به طبقه دوم بالا برده شد تا پرتاب اشیا به داخل دشوارتر شود و ورودی از طبقه هم‌کف به طبقه دوم انتقال یافت. این ویژگی‌ها در بسیاری از برجک‌های دفاعی قلعه‌های به جا مانده که نمونه پیشرفته‌تر تالارها هستند، قابل رویت است.
قلعه‌ها تنها مکان‌های دفاعی نبودند بلکه کنترل لرد بر زمین‌هایش را بهبود می‌بخشیدند. قلعه‌ها نیروهای درون آن را قادر می‌ساختند نواحی اطراف را تحت سلطه بگیرند. این قلعه‌ها مرکز اداری را شکل می‌دادند و مکانی برای استقرار دربار لرد بودند.

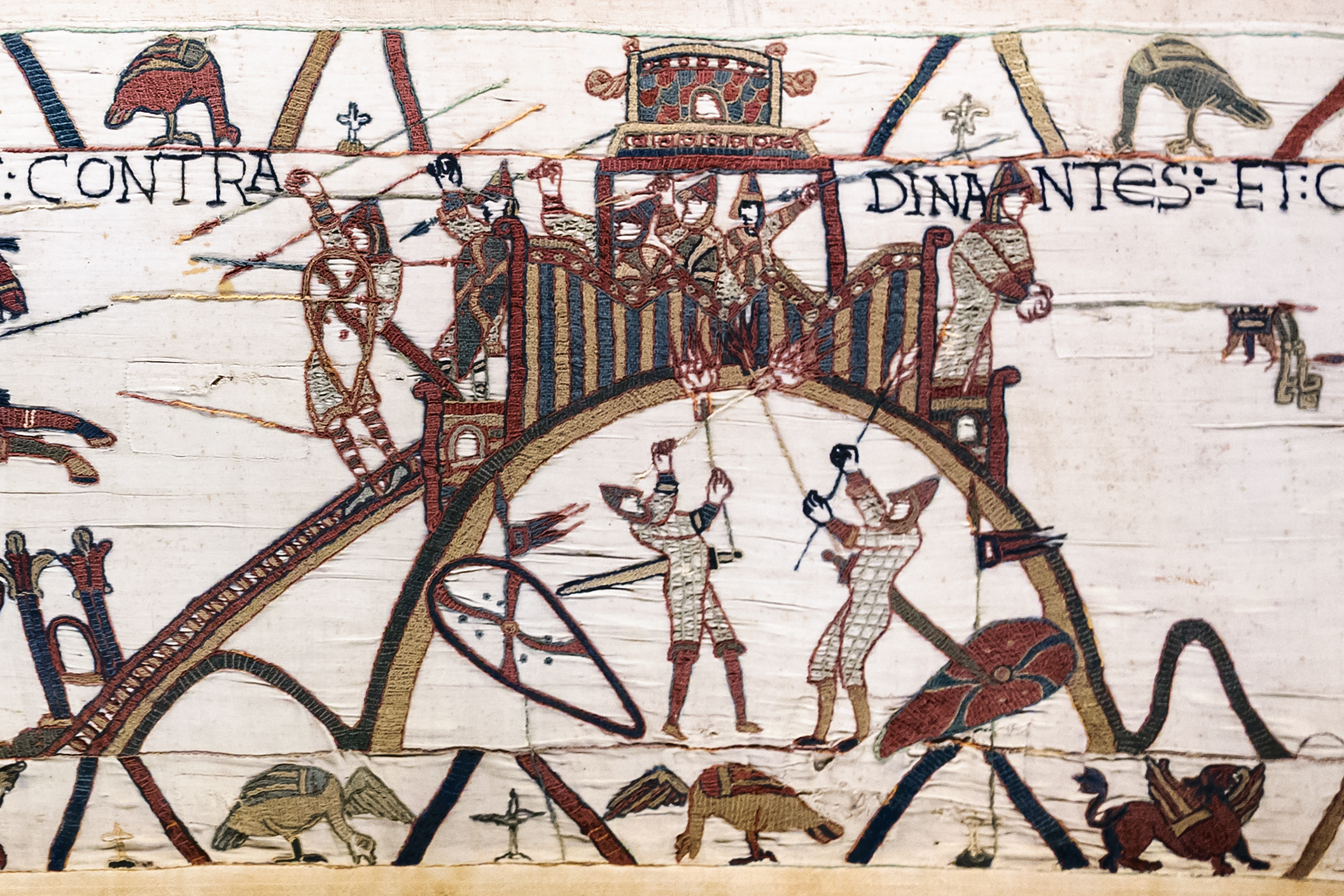
فرشینه بارو یکی از قدیمی‌ترین آثاریست که قلعه را نمایش می‌دهد. این فرشینه مهاجمان قلعه دینان در فرانسه را نشان می‌دهد که از آتش که بلای جان قلعه‌های چوبیست استفاده می‌کنند.

آنچه ظاهراً در حال رخ دادن بود حاکمیت‌های قدیمی را چند تکه می‌کرد، اقتدار آن‌ها را به چالش می‌کشید و عواید آن‌ها را منحرف می‌ساخت. از این جهت، گاهی ساخت قلعه به مجوز پادشاه یا سایر حاکمان بالاتر نیاز داشت. شارل دوم، پادشاه فرانک باختری، با متهم کردن حاکمان محلی به راهزنی و آزار اهالی، در جهت تحمیل قدرت پادشاه بر آن‌ها، سال ۸۶۴ میلادی با صدور فرمانی ساختن قلعه بدون مجوز او را ممنوع کرد و دستور به تخریب تمام قلعه‌های بدون مجوز داد. شاید این نخستین اشاره به «قلعه» در تاریخ باشد. با این حال آلن برون معتقد است اینجا واژه «قلعه» ممکن است به هر گونه استحکاماتی گفته شده باشد. در برخی حکومت‌ها فرمانروایان سلطه کمی بر حاکمان محلی داشتند یا برای کمک به امنیت آن سرزمین به ساختن قلعه‌های نو نیازمند بودند؛ لذا به اعطای چنین مجوزهایی اعتنایی نمی‌شد. سوئیس مظهر عدم نیاز به مجوز برای ساخت قلعه بود؛ نتیجتاً در این سرزمین ۴۰۰۰ قلعه ساخته شد.

### سده یازدهم
بعد از سال ۱۰۰۰، منابع اشاره‌کننده به قلعه‌ها در متونی مانند منشورها به شدت افزایش یافت. مورخان این را گواهی بر افزایش ناگهانی تعداد قلعه‌های اروپا در این زمان می‌دانند. این مطلب توسط آن دسته از بررسی‌های باستان‌شناسی حمایت می‌شود که با مطالعه سرامیک‌ها تاریخ ساخت قلعه‌ها را تعیین کرده‌اند. افزایش در ایتالیا از دهه ۹۵۰ آغاز شد، و تعداد قلعه‌ها هر۵۰ سال سه تا پنج برابر گشت، این درحالی است که در سایر بخش‌ها مانند فرانسه و اسپانیا سرعت رشد کمتر بود. در سال ۹۵۰ پروانس میزبان ۱۲ قلعه بود، در سال ۱۰۰۰ این مقدار به ۳۰ قلعه رسید و در سال ۱۰۳۰ مقدارش به ۱۰۰ عدد افزایش یافت. اگرچه روند افزایش در اسپانیا کند بود، دهه ۱۰۲۰ شاهد رشدی ویژه در تعداد قلعه‌های این منطقه بود، مخصوصاً در مرزهای مشترک مسلمانان و مسیحیان.
با وجود دوره‌ای رایج که قلعه‌ها به‌طوری برجسته در اروپا توسعه یافتند، شکل آن‌ها از مکانی به مکان دیگر متفاوت بود. در اوایل سده ۱۱ام، در همه‌جای اروپا به جز اسکاندیناوی، بیشه کوچک و برجک دفاعی رایجترین شکل قلعه بودند. درحالی که در انگلستان، فرانسه و ایتالیا از سنت ساختمان‌های چوبی تبعیت می‌شد، اسپانیایی‌ها برای ساختن قلعه از سنگ یا خشت استفاده می‌کردند.
هجوم مسلمانان به شبه‌جزیره ایبری در سده ۸ام نوعی از ساختمان را معرفی کرد که در آفریقای شمالی ساخته شده بود، و به سنگریزه‌های درون سیمان وابسته بود و چوب کمتر مورد استفاده قرار می‌گرفت. اگرچه بعدها ساختمان‌های سنگی در همه جا رایج گشتند، بعد از سده ۱۱ام، سنگ به عنوان ماده اصلی قلعه‌های مسیحی در اسپانیا به کار رفت، درحالی که در همان زمان، چوب به عنوان ماده اصلی ساختمان در اروپای شمال غربی به‌شمار می‌رفت.

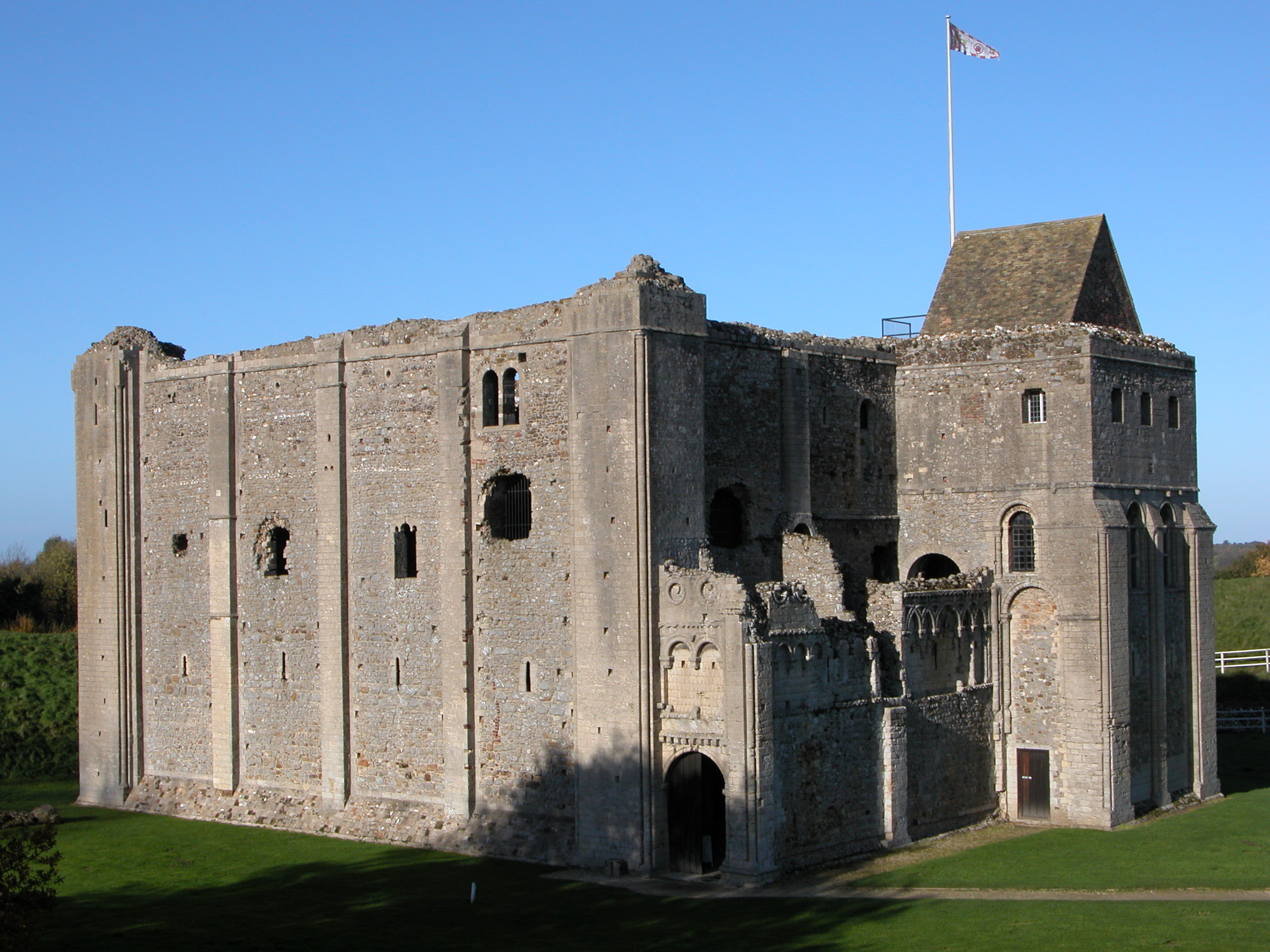
قلعه رایزینگ در سال ۱۱۳۸ در انگلستان ساخته شد، و به عنوان یک شاهکار به حساب می‌آید.

مورخان حضور گسترده قلعه‌ها در اروپا در سده ۱۱ام و ۱۲ام را گواه رایج بودن جنگ در آن زمان و به خصوص در میان لردها می‌دانند. ورود قلعه به انگلستان به اندکی قبل از پیروزی نورمن‌ها در سال ۱۰۶۶ بازمی‌گردد. پیش از سده ۱۲ام، قلعه‌ها در دانمارک رایج نبودند. ترویج قلعه‌ها در دانمارک به حمله‌های دزدان دریایی وندی بازمی‌گردد و آن‌ها اغلب برای دفاع ساحلی ساخته شده بودند. با ورود به سده ۱۲ام، قلعه‌های بیشه کوچک و حیاط بیرونی بر انگلستان، ولز و ایرلند مسلط شدند. در همین زمان، معماری قلعه‌ها در اروپا پیچیده‌تر شد.
در سده ۱۲ام، برجک دفاعی مرکز تغییرات در معماری قلعه بود. برج‌های مرکزی افزایش یافت، و با دیوارهایی با پهنای ۳ تا ۴ متر نقشه‌ای مربعی داشت. دکوراسیون آن‌ها معماری رومی‌وار را شبیه‌سازی می‌کرد، و گاهی دو پنجره مشابه آن‌هایی که در برج‌های ناقوس کلیسا مشاهده می‌شوند، گنجانده شده بودند. برجک‌های دفاعی که اقامت‌گاه لرد قلعه بودند، تکامل فراوانی یافتند. طراحی آن‌ها از حالت کاربردی خارج شد و به حالت تشریفاتی روی آورد تا نشانی از قدرت لرد بر چشم‌انداز باشد. این موضوع گاهی موجب به خطر افتادن دفاع به خاطر ظاهر می‌شد.

### نوآوری و طراحی علمی (سده دوازدهم)
تا سده ۱۲ام، قلعه‌های سنگی، گلی، و چوبی رواج یافته بودند، اما در اواخر این سده تعداد قلعه‌های ساخته شده کاهش یافتند. این موضوع به هزینه بالاتر استحکامات سنگی و کهنه شدن مکان‌های چوبی و گلی نسبت داده شده‌است، که بدین معناست که ترجیح داده می‌شد سنگ‌های با دوام‌تر مورد استفاده قرار گیرند. اگرچه قلعه‌های گلی و چوبی به وسیله سنگ جایگزین می‌شدند، آن‌ها بی‌فایده نبودند. گواه این موضوع نگه‌داری مداوم قلعه‌های چوبی در دراز مدت و گاهی تا چند سده می‌باشد؛ قلعه چوبی اواین گلیندر که در سده ۱۱ام ساخته شده بود، تا اوایل سده ۱۵ام مورد استفاده قرار گرفت، و ساختمان آن به مدت چهار سده تعمیر شد.
در همان زمان تغییراتی در معماری قلعه به وجود آمد. تا اواخر سده ۱۲ام، قلعه‌ها به‌طور کلی برج‌های معدودی داشتند؛ یک دروازه با ویژگی‌های تدافعی کمتر مانند درزپیکان‌ها یا یک در مشبک؛ یک برجک دفاعی بزرگ اغلب به شکل مکعب مربع و بدون درزپیکان؛ و شکل قلعه به وسیله طبیعت زمین معین می‌شد. طراحی قلعه‌ها یکسان نبود، ولی ویژگی‌هایی وجود داشت که می‌توان آن‌ها را در یک قلعه معمولی در اواسط سده ۱۲ام پیدا نمود. در اواخر سده ۱۲ام و اوایل سده ۱۳ ام، از یک قلعه تازه ساخت انتظار می‌رفت که ساختاری چندضلعی داشته باشد و برج‌ها در گوشه‌ها امکان شلیک مستقیم را فراهم کنند. این برج‌ها اندکی جلوتر از دیوارها و درزپیکان‌ها قرار داشتند تا کمانداران قادر باشند افرادی را که نزدیک می‌شوند یا روی دیوار حایل قرار دارند، نشانه‌گیری کنند.

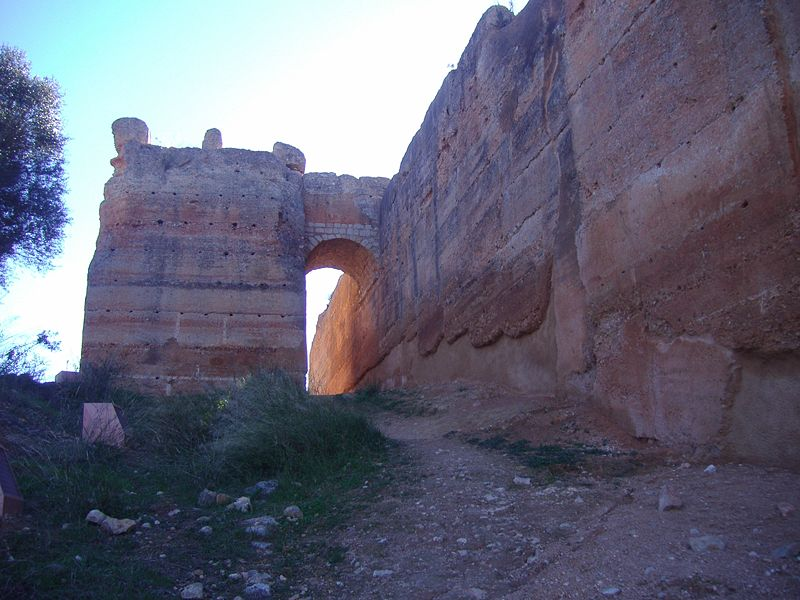
برج آلبارانا در قلعه پادرن در پرتغال

این قلعه‌های بعدی همواره برجک دفاعی نداشتند، ممکن است علت آن پیچیدگی طراحی قلعه‌ها و بالا بودن هزینه بوده، و برجک دفاعی قربانی ذخیره ثروت شده باشد. برج‌های بزرگتر به منظور جبران کمبود برجک دفاعی، فضای لازم برای اقامت را فراهم می‌کردند. در مکان‌هایی که برجک دفاعی وجود داشت، مکعبی نبود، بلکه یا استوانه‌ای بود یا قاعده چندضلعی داشت. با قرار گرفتن ورودی قلعه میان دو برج و وجود مسیری که آن دو برج را از بالا به هم وصل می‌کرد، دروازه‌ها به شدت مستحکم شده بودند (اگرچه دروازه‌ها و ورودی‌ها دارای تنوع فراوانی بودند).
یکی از ویژگی‌های منحصر به فرد قلعه‌های مسلمانان در شبه‌جزیره ایبری استفاده از برج‌های مستقل بود، این برج‌ها را می‌توان در اطراف قلعه الکازابا از بادازوج مشاهده نمود. این برج‌ها که احتمالاً در سده ۱۲ام توسعه یافته بودند، بر سر دشمنان از طرفین آتش می‌ریختند. آن‌ها به وسیله پل‌های چوبی قابل حذف به قلعه متصل شده بودند، لذا اگر این برج‌ها به دست مهاجمین می‌افتاد، به قلعه اصلی دسترسی پیدا نمی‌کردند.

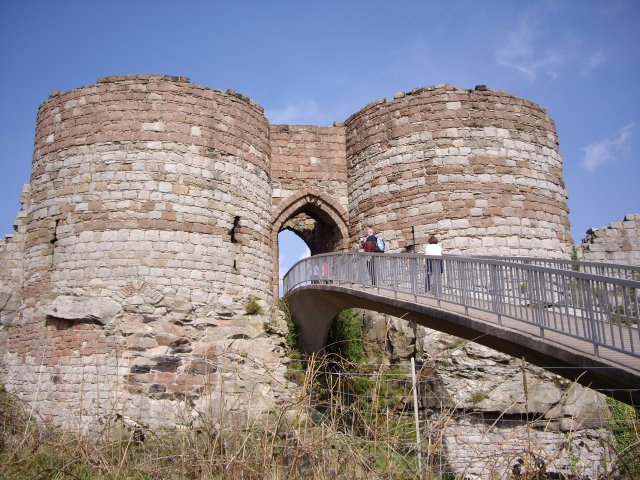
اتاق دروازه‌بان به سوی محوطه داخلی قلعه بیستن در انگلستان، در دهه ۱۲۲۰ ساخته شد، و در میان دو برج D شکل یک ورودی دارد.

زمانی که باستانیان به دنبال یافتن توضیحی برای این تغییرات در پیچیدگی و سبک قلعه‌ها می‌گشتند، آن‌ها پاسخ خود را در جنگ‌های صلیبی یافتند. به نظر می‌رسد که جنگجویان صلیبی در طول درگیری با مسلمانان و مشاهده معماری روم شرقی، چیزهای زیادی دربارهٔ ساختن استحکامات آموخته‌اند. افسانه‌هایی مانند لالیس (معماری از فلسطین که بعد از جنگ‌های صلیبی به ولز رفت و به‌طور چشم‌گیری قلعه‌های جنوبی آن کشور را ارتقا داد) وجود دارد، و گفته می‌شود معماران بزرگ مانند جیمز سن جورج در شرق به دنیا آمده‌اند. در اواسط سده ۲۰ام این موضوع به چالش کشیده شد. این افسانه‌ها بی‌اعتبار بودند، و دربارهٔ سن جورج ثابت شد که او اهل اسپرانچ سن جورج در فرانسه بوده‌است. اگر این نوآوری‌ها در استحکامات محصول شرق بودند، این انتظار به وجود می‌آید که این نوآوری‌ها از ۱۱۰۰ به بعد و درست بعد از پیروزی مسیحیان در نخستین جنگ صلیبی (۱۰۹۶–۱۰۹۹) ظهور کنند، نه اینکه حدوداً ۱۰۰ سال بعد آشکار شود. باقی‌مانده‌هایی از سازه‌های رومی در اروپای غربی هنوز در بسیاری از مکان‌ها پابرجا هستند، برخی از آن‌ها دارای برج‌های استوانه‌ای جناحی بودند و ورودی میان آن دو برج جناحی قرار داشت.
سازندگان قلعه در اروپای غربی تحت تأثیر طراحان رومی قرار گرفته بودند؛ استحکامات ساحلی رومیان در ساحل ساکسون مورد استفاده قرار گرفت و در سال ۱۰۹۱ دیوار اطراف شهر آبیلا در اسپانیا به تقلید از معماری رومی ساخته شد. اسمیل مورخ در جنگ‌های صلیبی، بیان کرد که تأثیرگذاری استحکامات شرقی بر استحکامات غربی اغراق‌آمیز بوده‌است، و در سده ۱۲ام جنگجویان صلیبی اندک چیزی را از دانش طراحی استحکامات روم شرقی و مسلمانان آموختند. قلعه‌ای که در محل مناسبی ساخته شود و از استحکامات طبیعی سود جوید و خندق‌ها و دیوارهای مستحکمی داشته باشد، هیچ نیازی به طراحی علمی ندارد. نمونه‌ای از این روش قلعه کرک در اردن است. اگرچه هیچ عنصر علمی در طراحی آن وجود نداشت، این قلعه تسخیر ناپذیر بود.
پس از نخستین جنگ صلیبی، جنگجویانی که به خانه خود بازنگشتند، ایالات صلیبی اصالت انطاکیه، شهر ادسا، پادشاهی اورشلیم و شهر تریپولی را تأسیس کردند. قلعه‌هایی که آنان برای برقراری امنیت ساختند، اکثراً توسط سنگ‌تراشان سوریه‌ای طراحی شده بودند. طراحی آنان شباهت بسیاری با استحکامات رومی و تتراپیرگیای روم شرقی داشتند، که نقشه‌ها مکعبی بود و در هر گوشه برج‌هایی مکعبی وجود داشت که بلندی آن‌ها از دیوارهای حایل چندان زیاد نبود. برجک دفاعی این قلعه‌های صلیبی مکعبی شکل بودند و در حالت کلی تزئیناتی نداشتند.
درحالی که از قلعه برای حفظ یک مکان و کنترل حرکت ارتش استفاده می‌شد، در سرزمین مقدس برخی موقعیت‌های استراتژیک کلیدی بدون استحکامات باقی‌مانده بودند. در اواخر سده ۱۲ام و اوایل سده ۱۳ام بعد از پایان جنگ سوم صلیبی (۱۱۸۹–۱۱۹۲) معماری قلعه در شرق پیچیده شد. هم مسلمانان و هم مسیحیان شروع به ساختن استحکامات نمودند و هر یک از آن‌ها روش متفاوتی داشتند. عدل ابوبکر بن ایوب، خلیفه مسلمین در سده ۱۳ام، سازه‌هایی با برج‌های مستطیلی بزرگ بنا نهاد که معماری مسلمانان را تحت تأثیر قرار داد و این کار بارها تکرار شد، ولی آن‌ها تأثیر اندکی بر قلعه‌های صلیبی داشتند.

### سده‌های سیزدهم تا پانزدهم
در اوایل سده ۱۳ام، قلعه‌های صلیبی اغلب به خاطر سفارش‌های نظامی شامل شوالیه‌های خوش‌آمدگویی، شوالیه‌های معبد، و شوالیه‌های تتونیک ساخته شدند. این سفارش‌ها مسئول تأسیس مکان‌هایی مانند دژ کردان، مارگات، و استحکامات بلویر بودند. طراحی نه تنها میان سفارش‌ها فرق می‌کرد، بلکه از قلعه‌ای به قلعه دیگر متفاوت بود، البته در میان قلعه‌های ساخته شده در این دوران، دفاع متمرکز، یک استراتژی رایج بود.
این مفهوم، که در قلعه‌هایی مانند کردان ریشه دارد، حذف تکیه بر نقطه قوت مرکزی و تأکید بر دفاع از دیوارهای حایل بود. در آنجا چندین حلقه از دیوارهای دفاعی وجود داشت، یکی داخل دیگری، به‌طوری‌که دیوار داخلی برفراز دیوار خارجی ساخته می‌شد لذا منطقه آتش آن به‌طور کامل خارج از دید نبود. اگر مهاجمان موفق به عبور از اولین خط دفاعی می‌شدند، در فضای مرگبار میان دیوارهای داخلی و خارجی محصور می‌گشتند.
قلعه‌های متمرکز به‌طور گسترده‌ای در اروپا گسترش یافتند، برای مثال زمانی که ادوارد یکم (که در جنگ‌های صلیبی شرکت داشت) در اواخر سده ۱۳ام قلعه‌ها را در ولز بنا نهاد، دستور داد تا ۴ عدد از ۸ قلعه را متمرکز بسازند. البته تمام ویژگی‌های قلعه‌های صلیبی در اروپا تقلید نشد. برای مثال، در قلعه‌های صلیبی مرسوم بود که دروازه اصلی در اطراف یک برج قرار گیرد و در نتیجه دوطرفه بودن گذرگاه، زمان رسیدن شخص به محوطه خارجی را افزایش می‌داد. به ندرت می‌توان این‌گونه ورودی‌های خمیده را اروپا یافت.

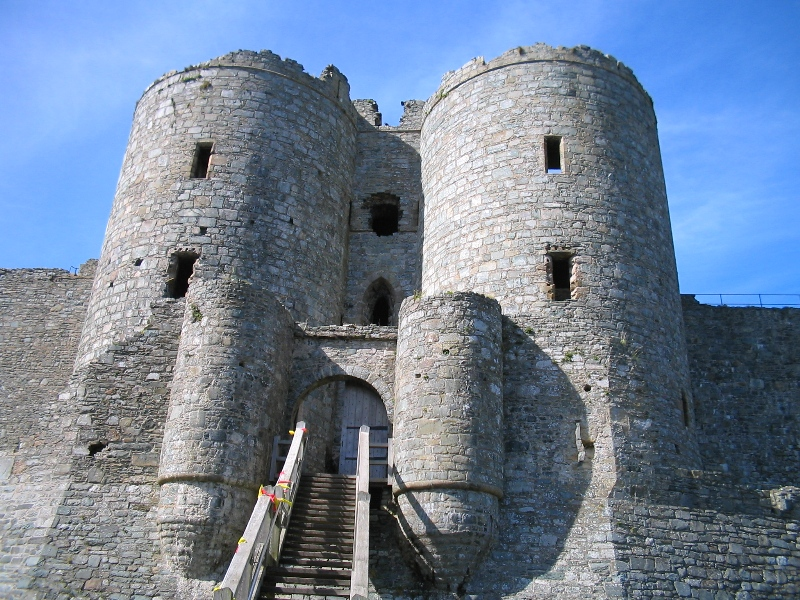
طراحی قلعه هارلش ادوارد اول (در دهه ۱۲۸۰ ساخته شد) در ولز که حاصل آموخته‌های او از جنگ‌های صلیبی می‌باشد.

یکی از تأثیرات جنگ‌های صلیبی لیوونوی در بالتیک، مطرح شدن استحکامات سنگی و خشتی بود. اگرچه در پروس و لیوونی صدها قلعه چوبی وجود داشت، پیش از جنگ‌های صلیبی استفاده از ملات و خشت در این مکان‌ها ناشناخته بود. تا سده ۱۳ام و اوایل سده ۱۴ام، طراحی آنان ناهماهنگ بود، اما این دوران شاهد ظهور نقشه‌ای استاندارد در این منطقه بود: نقشه‌ای مربعی به همراه چهار باله در اطراف حیاط. در قلعه‌های شرقی رایج بود که دیوار حایل در چند مرحله درزپیکان داشته باشد؛ سازندگان معاصر در اروپا در این باره محتاطانه عمل می‌کردند، زیرا اعتقاد داشتند که درزپیکان استحکام دیوار را کاهش می‌دهد. گریزگاه‌ها قدرت دیوار را کاهش نمی‌دادند، بلکه تا زمان برنامه ادوارد دربارهٔ ساختن قلعه استفاده از آن‌ها در اروپا رواج نداشت.
همچنین صلیبیون منجر به معرفی مزغل‌سازی در معماری غرب شدند. تا سده ۱۳ام، بالای برج‌ها به وسیله حصارهای چوبی محدود شده بودند تا به مدافعان اجازه دهد اشیا را بر سر مهاجمان فرو ریزند. اگرچه مزغل‌سازی‌ها هدف یکسانی را دنبال می‌کردند، آن‌ها بیشتر یک اختراع شرقی بودند تا یک تکامل از شکل چوبی. مزغل‌سازی بسیار قبل‌تر از رسیدن صلیبیون و احتمالاً در نیمه اول سده ۸ام در سوریه رواج داشت.
دوره رونق ساخت قلعه در اسپانیا به سده ۱۱ام تا ۱۳ام مربوط می‌شود، و آن‌ها اغلب در مرز میان مسیحیان و مسلمانان یافت می‌شوند. تعامل و تعارض میان این دو گروه موجب تغییراتی در ایده‌های معماری شد، و اسپانیایی‌های مسیحی تصمیم به استفاده از برج‌های جدا گرفتند. بازپس‌گیری آندلس و بیرون راندن مسلمانان از شبه‌جزیره ایبری، در سال ۱۴۹۲ تکمیل شد.
اگرچه فرانسه به عنوان "قلب معماری سده‌های میانهً شناخته می‌شود، در سده ۱۲ام، انگلستان پیشرو معماری قلعه بود. فرانکویس گبلین، مورخ فرانسوی می‌نویسد: "تقویت شدید معماری نظامی همان‌طور که انتظار می‌رفت، به دست پادشاهان و شاهزادگان قدرتمند زمان رهبری می‌شد؛ یعنی به وسیله فرزند ویلیام فاتح و نوادگانش، دودمان پلانتاژنه، در زمان تبدیل شدن آن‌ها به دوک نورماندی. با این وجود، با آغاز سده ۱۵ام، سرعت ساخت قلعه در انگلستان و ولز کاهش یافت." قلعه‌های جدید عموماً ساختمانی سبک‌تر و نوآوری‌هایی کمتر داشتند، اگرچه هنوز مکان‌های مستحکمی مانند قلعه راگلان در ولز ایجاد می‌شدند. در همان زمان، معماری فرانسوی قلعه، پیشرفت کرد و در مسیر استحکامات سده‌های میانه رهبری را به دست گرفت. در سراسر اروپا (به ویژه بالتیک، آلمان و اسکاتلند) تا سده ۱۶ام، قلعه‌ها به خوبی ساخته شدند.

### ظهور باروت

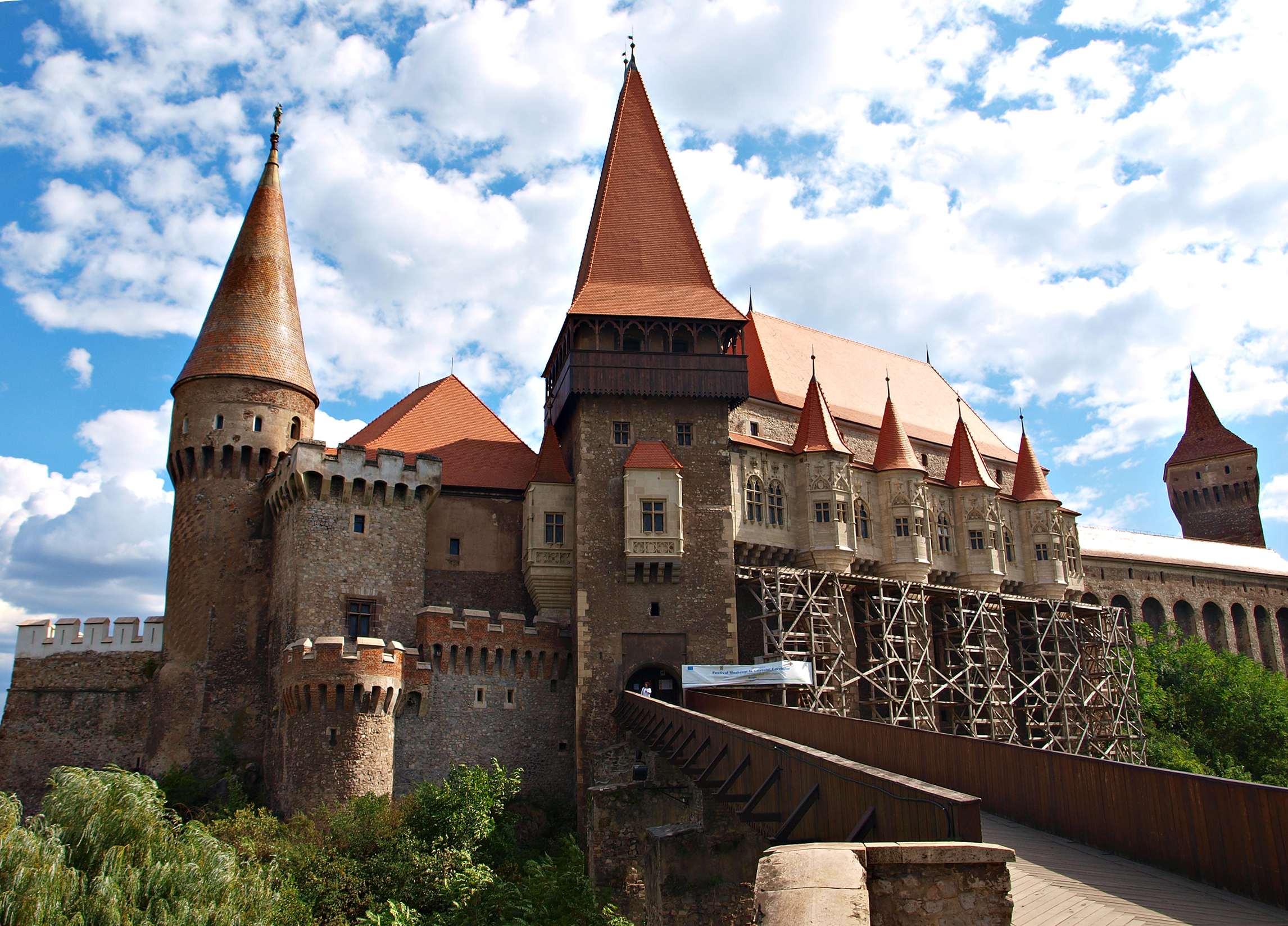
قلعه کوروین در ترانسیلوانی (ساخته شده از سال ۱۴۴۶ تا ۱۴۸۰) در آن زمان یکی از بزرگ‌ترین قلعه‌های اروپای شرقی بود.

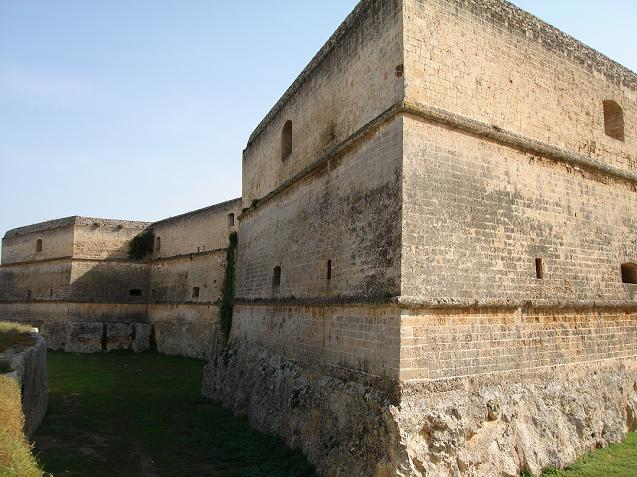
قلعه زاویه‌دار، که در قلعه کوپرتینو در ایتالیا استفاده شده‌است، در حدود ۱۵۰۰ ابداع شد. این اختراع امکان تکامل دژهای توپ‌خانه‌ای را فراهم کرد که آن‌ها نهایتاً نقش نظامی را در قلعه‌ها به دست گرفتند.

توپخانه با مهمات باروت در دهه ۱۳۲۰ در اروپا معرفی شد و به سرعت توسعه یافت. توپ‌ها که در ابتدا سلاح‌هایی غیرقابل پیش‌بینی و نادرست بودند، تا قبل از دهه ۱۳۸۰ ثبت نشده‌اند. قلعه‌ها به گونه‌ای سازگار بودند که می‌توانستند قطعات کوچک توپخانه را در برج‌ها قرار دهند. این توپ‌ها برای حمل شدن و شلیک شدن توسط یک نفر بسیار سنگین بود، اما اگر این فرد انتهای اسلحه را در دست گیرد و نوک آن را در جایی ساکن قرار دهد، می‌تواند از اسلحه استفاده نماید. اسلحه‌هایی که در آن زمان توسعه یافتند، یک ویژگی واحد را نمایان نمودند، که در سراسر آن محل از الوار استفاده شود. یک قلاب در انتهای اسلحه به الوار متصل می‌شد، لذا توپچی نیازی به نگه‌داشتن کل اسلحه نداشت. این نوآوری در سراسر اروپا به چشم می‌خورد، و اگرچه الوار به ندرت تاکنون به جای می‌ماند، یک نمونه دست‌نخورده در قلعه نورنبورگ در هلند باقی مانده‌است. درگاه‌های اسلحه به شکل سوراخ کلید بودند، و در پایین برای اسلحه یک سوراخ دایره‌ای داشتند، و یک شکاف باریک در بالا وجود داشت که به توپچی اجازه هدف‌گیری می‌داد.
این شکل در بسیاری از قلعه‌ها به چشم می‌خورد، و می‌توان آن را در مصر، ایتالیا، اسکاتلند و اسپانیا یافت. سایر انواع درگاه‌ها، اگرچه کمتر رایج بودند عبارتند از شکاف‌های افقی (که تنها امکان جابجایی‌های عرضی را فراهم می‌کند) و ورودی‌های مربعی بزرگ، که امکان جابجایی بزرگتر را فراهم می‌نمایند. استفاده از اسلحه برای دفاع موجب برتری قلعه‌های توپخانه‌ای می‌شد و این موضوع را می‌توان در قلعه کاتئایو در فرانسه مشاهده نمود. دفاع در برابر اسلحه خیلی دیر توسعه یافت. «هم» نمونه‌ای از تمایل به قلعه‌های نو برای توسعه ویژگی‌های ابداع شده مانند مزغل‌سازی و برج‌های بلند بود.
توپ توسعه یافتند و در سده ۱۵ام، مانند جایگزین درب‌شکن‌هایی مانند منجنیق مخصوص پرتاب مرمی شدند. مزیت توپ‌ها بزرگ بر منجنیق (بزرگ‌ترین درب‌شکن سده‌های میانه قبل از اختراع باروت)، برد بیشتر و قدرت بالاتر بود. درتلاشی برای افزایش تأثیرگذاری آن‌ها، اسلحه‌های بزرگتری ساخته شد، اگرچه این موضوع توانایی آن‌ها برای دست‌یابی به قلعه‌های دور دست را کاهش داد. در دهه ۱۴۵۰، توپ‌ها، سلاح‌های درب‌شکن بودند، و تأثیر آن‌ها در سقوط قسطنطنیه توسط محمد دوم نشان داده شده‌است.
طراحان قلعه در پاسخ به توپ‌های پیشرفته، دست به ساختن دیوارهای ضخیم‌تر و برج‌های استوانه‌ای زدند، زیرا سطوح منحنی نسبت به سطوح صاف، شلیک‌های بیشتری را منحرف می‌کردند. درحالی که این موضوع به قلعه‌های نو محدود می‌شود، سازه‌های قدیمی نیز مجبور بودند راهی برای مقابله با توپ‌ها پیدا کنند. استفاده از یک کناره خاکی در پشت دیوارهای حایل قلعه می‌توانست اندکی از انرژی برخورد شلیک را کاهش دهد.
اغلب، ساخت قلعه‌ها قبل از اختراع باروت و استفاده از آن در توپ بوده‌است، لذا دیوارهای آن‌ها نازک می‌باشد. راه حل پایین آوردن بالای برج و پرکردن بخش پایینی با قلوه سنگ به منظور ایجاد سطحی برای شلیک توسط توپ بود. پایین آوردن ارتفاع تا این حد امکان عبور از دیوار توسط نردبان را افزایش می‌داد. جایگزین بهتر که از آسیب‌رسیدن به قلعه جلوگیری می‌کرد، ساختن سنگرهایی در پشت دفاع قلعه بود. این سنگرها از خاک یا سنگ ساخته می‌شدند و اسلحه در آن‌ها قرار می‌گرفت.

### قلعه‌ها و استحکامات ستاره‌ای (سده شانزدهم)
در حدود سال ۱۵۰۰، قلعه‌های زاویه‌دار در ایتالیا ابداع شدند. ایتالیا با توسعه‌هایی مشابه آن، در استحکامات توپخانه‌ای دائمی پیشگام شد، که از نقش دفاعی قلعه‌ها شکل می‌گرفت. در پی آن استحکامات ستاره‌ای تکامل یافتند. نخبگان نظامی مسئول ساخت قلعه، موظف بودند که میان نوع جدیدی که می‌توانست در مقابل شلیک توپ‌ها مقاومت کند و نوع جدید که بسیار استادانه‌تر بود، یکی را انتخاب کنند. نوع اول زشت و بدون راحتی بود و نوع دوم امنیت نداشت، اگرچه از نظر زیبایی‌شناسی و نمادین بسیار جذابتر بود. انتخاب دوم محبوبتر بود، زیرا آشکار گشت که نقاط معدودی یافت می‌شد که باید در مقابل توپ‌ها تدافعی‌تر گردند. به چند دلیل، از جمله این که بسیاری از قلعه‌ها تاریخ مکتوبی ندارند، تعداد دقیق قلعه‌های ساخته‌شده در سده‌های میانه معلوم نیست. اما تخمین زده می‌شود که در اروپای غربی میان ۷۵۰۰۰ تا ۱۰۰۰۰۰ قلعه ساخته شده بود؛ از این تعداد ۱۷۰۰ عدد در انگلستان و ولز و حدوداً ۱۴۰۰۰ عدد در آلمان بودند.
در قاره آمریکا نیز برخی قلعه‌ها توسط منطقه اسپانیایی و فرانسوی ساخته شدند. اولین دوره ساخت استحکامات اسپانیایی به «دوران قلعه» مشهور بوده که از سال ۱۴۹۲ تا پایان سده ۱۶ام ادامه یافته‌است. این قلعه‌ها که از قعله فورتالزا اوزاما آغاز شده بودند، در اصل قلعه‌های سده‌های میانه اروپایی می‌باشند که به آمریکا انتقال یافتند. در اواخر سده ۱۷ام، از میان سایر ساختمان‌های دفاعی (مانند دژها و ارگ‌ها)، قلعه‌ها نیز در فرانسه نو ساخته شدند. در منتریال توپخانه‌ها به اندازه اروپا توسعه نیافتند، برخی از استحکامات دورافتاده این منطقه مشابه خانه‌های مانور مستحکم فرانسوی ساخته شده بودند. قلعه لونگوئیول که میان سال‌های ۱۶۹۵ و ۱۶۹۸ و توسط یک خانواده بارونی ساخته شد، به عنوان از سده‌های میانهیی‌ترین سازه‌های کانادا شناخته می‌شود. خانه مانور و اصطبل‌ها داخل یک حیاط بیرونی مستحکم قرار داشتند، و در هر گوشه آن حیاط بیرونی برجک‌هایی دایره‌ای قرار داشت. قابل‌توجه‌ترین سازه قلعه‌مانند در اطراف منترال قلعه سنویل به‌شمار می‌رفت که در سال ۱۶۹۲ ساخته شده بود. این قلعه برج‌هایی مربعی داشت که به وسیله دیوارهای ضخیم به یکدیگر متصل می‌شوند. قلعه‌های سنگی مشابه آن‌ها به عنوان اقامت‌گاه‌های دفاعی به کار می‌رفتند.
اگرچه ساخت قلعه در اواخر سده ۱۶ام کمرنگ شد، ولی قلعه‌ها به‌طور کامل بدون استفاده باقی نماندند. برخی نقش حکومتی را به دست گرفتند و به دادگاه قانون تبدیل شدند، در حالی که سایر قلعه‌ها به عنوان میراث برای خانواده‌های اشرافی باقی مانند. نمونه بارز این موضوع قلعه ویندسور در انگلستان است که در سده ۱۱ ام بنا نهاده شد، و به عنوان خانه سلطنتی بریتانیا تلقی می‌شود. در موارد دیگر آن‌ها هنوز نقش تدافعی را بر عهده داشتند. خانه‌های برجی که ارتباط تنگاتنگی با قلعه‌ها داشتند و شامل خانه‌های پیل می‌شدند، برج‌هایی تدافعی بودند که از سده ۱۴ام تا ۱۷ام برای سکونت ساخته شدند. این خانه‌ها که در ایرلند و اسکاتلند رایج بودند، ارتفاعشان به بیش از ۵ طبقه می‌رسید، و به وسیله افراد طبقه بالای جامعه ساخته می‌شدند. آن‌ها که به اندازه قلعه‌های پیچیده ایمن نبودند، اغلب تنها در برابر مهاجمان و تهدیدات کوچک مقاومت داشتند.

### استفاده بعدی و احیای قلعه‌ها

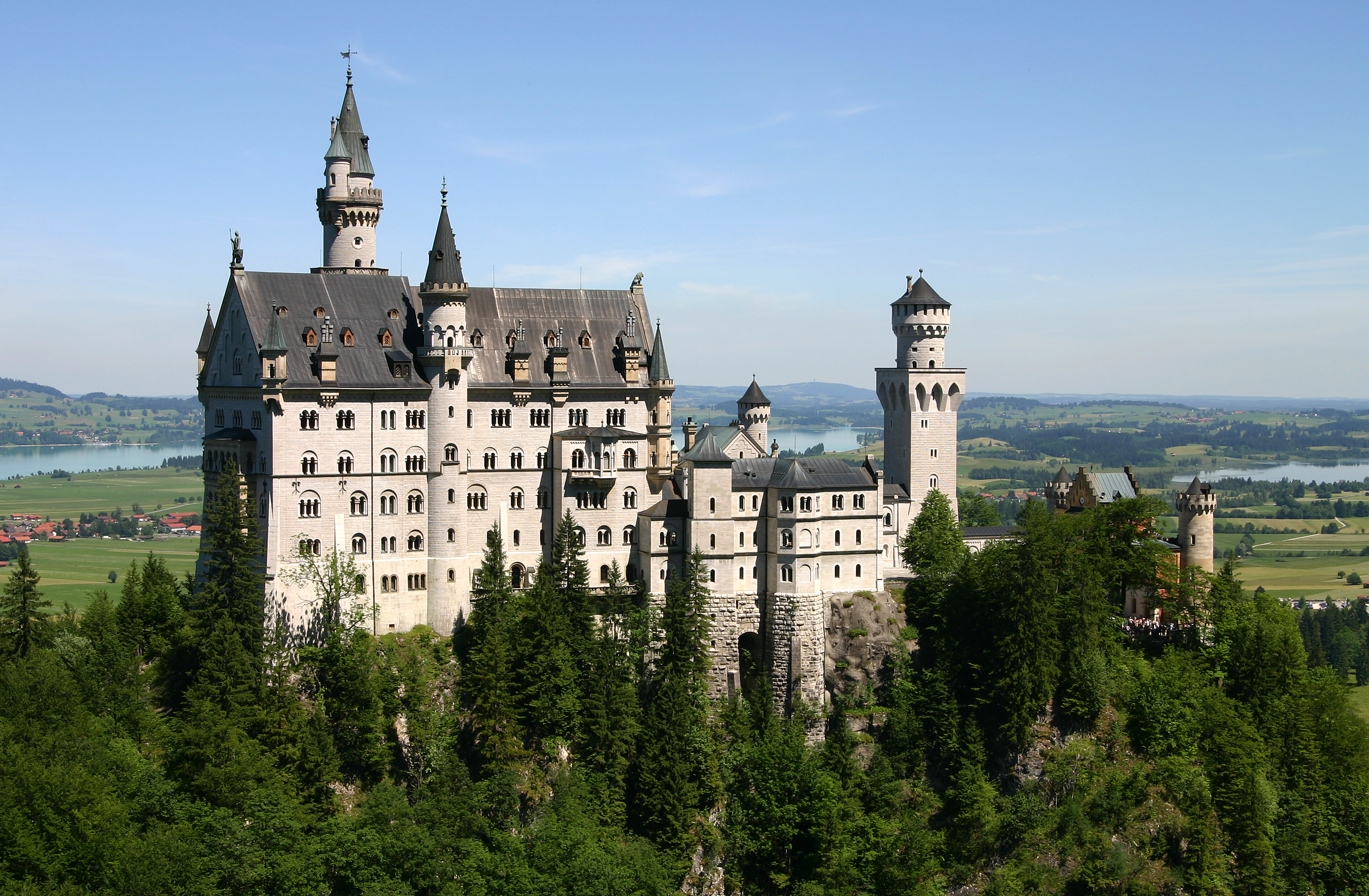
نوی‌شوان‌شتین یک قلعه تاریخی قرون نوزدهمی (معماری احیا شده وابسته به تمدن رومی) است، که به وسیله لودویگ دوم و با الهام از مکتب رمانتیسم ساخته شده بود.

براساس گفته‌های الیور کریتون و رابرت هیگام باستان‌شناس، «خانه‌های ییلاقی بزرگ سده ۱۷ام تا سده ۲۰ام، از نظر اجتماع، قلعه‌های روزگار خود بودند.» اگرچه اشراف علاقه‌مند بودند که از سده ۱۷ام به بعد به خانه‌های ییلاقی مهاجرت کنند، اما قلعه‌ها بی استفاده باقی نماندند. در تعارضات بعدی مانند جنگ‌های داخلی انگلستان (۱۶۴۱–۱۶۵۱)، بسیاری از قلعه‌ها نوسازی شدند، اگرچه بعدها تخریب گشتند تا دوباره مورد سوءاستفاده قرار نگیرند.
قلعه‌های مرمت شده به عنوان مظاهر رمانتیک در سده‌های میانه و جوانمردی، و به عنوان بخشی از احیای گسترده‌تر گوتیک در معماری محبوب گشتند. نمونه‌هایی از این قلعه‌ها شامل قلعه چاپولتپک در مکزیک، نوی‌شوان‌شتین در آلمان، و قلعه دروگو (۱۹۱۱–۱۹۳۰) می‌باشد. درحالی که کلیساهای گوتیک قادر بودند به‌طور مستقیم از نمونه‌های سده‌های میانهیی تقلید کنند، خانه‌های ییلاقی جدید مشابه قلعه‌ها ساخته شدند ولی طراحی داخلی آن‌ها متفاوت بود. علتش این بود که وفاداری به طراحی سده‌های میانهیی سبب می‌شد که بر اساس استانداردهای معاصر، خانه‌ها سر و تاریک شوند.
خرابه‌های مصنوعی که برای بازسازی بقایای عمارت‌های تاریخی به کار می‌روند، مشخصه‌ای از این دورانند. آن‌ها معمولاً به عنوان قطعات مرکزی چشم‌اندازهای برنامه‌ریزی شده اشرافی ساخته می‌شدند. سازه‌های تزئینی نیز مشابه‌اند، اگرچه آن‌ها تفاوت‌هایی با خرابه‌های مصنوعی دارند، در واقع آن‌ها بخشی از چشم‌انداز برنامه‌ریزی شده نیستند، بلکه به نظر می‌رسد هیچ دلیلی برای ساخت آن‌ها وجود ندارد. هر دو آن‌ها مشابه عناصر معماری قلعه بودند، ولی هیچ کاربرد نظامی نداشتند و تنها برای نمایش به وجود آمده بودند.

## ساخت‌وساز

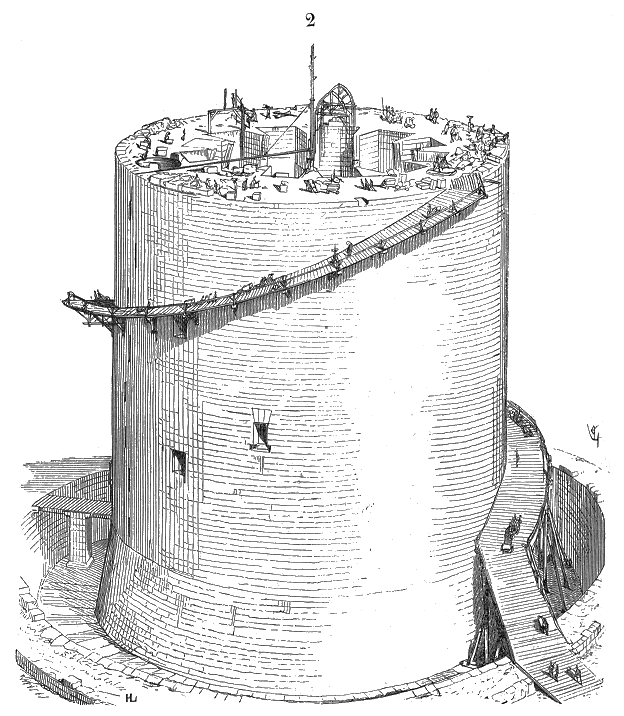
تصویر ساخت‌وساز برج بزرگ قلعه کوکی در فرانسه، اثر اوژن ویوله لودوک، سده ۱۹ام، داربست‌ها و سنگ‌تراشان در حال نشان داده شده‌اند. سوراخ، موقعیت داربست‌ها را در مراحل اولیه ساخت‌وساز نشان می‌دهد.

زمانی که جای قلعه گزینش می‌شد (چه یک موقعیت استراتژیک و چه مکانی برای برتری بر چشم‌انداز همانند نشانه‌ای از توانمندی) باید مواد ساختمان تعیین می‌گشت. یک قلعه چوبی یا گلی ارزانتر و ساده‌تر از یک قلعه سنگی بود. هزینه‌های ساخت‌وساز به خوبی یادداشت نشده‌اند، و بیشتر اسناد به‌جامانده برای قلعه‌های پادشاهی اند. می‌توانستند یک دژ با باروی گلی، برجک دفاعی، و پدافند و ساختمان‌های چوبی را با نیروی کار ناآزموده بسازند. نیروی کار بیشتر بومی بود، و با کارهایی مانند بریدن درختان، کندن زمین، و کار با چوب آشنا بودند. شاید از روی ناگزیر بودن کار برای لرد، ساخت یک قلعه چوبی و گلی هزینه چندانی برای مالکش نداشت. از دید زمانی، برآورد می‌شود که یک بیشه کوچک میانه (۵ متر ارتفاع و ۱۵ متر عرض) به ۴۰ روز کار ۵۰ کارگر نیاز دارد. یک بیشه کوچک و حیاط بیرونی بسیار گران که در سال ۱۲۱۱ در کلنز ایرلند ساخته شده بود، ۲۰ پوند هزینه به بار آورد. ریشه هزینه بالای آن در برابر دیگر قلعه‌ها، به‌کارگیری کارگران ورزیده بود.
هزینه ساخت قلعه‌ها با توجه به عواملی مانند پیچیدگی آن‌ها و هزینه جابجایی مواد گوناگون است. بیگمان قلعه‌های سنگی گران‌تر از قلعه‌های چوبی و گلی بودند. حتی یک برج کوچک مانند قلعه پروریل نزدیک به ۲۰۰ پوند هزینه به بار آورده‌است. میانگین، قلعه‌ای مانند اورفورد که در اواخر سده ۱۲ام ساخته شده‌است، نزدیک به ۱۴۰۰ پوند هزینه به بار آورده‌است، و در بالای فهرست، بهای قلعه‌هایی مانند قلعه دور است که میان سال ۱۱۸۱ تا ۱۱۹۱، ۷۰۰۰ پوند هزینه برداشته است. هزینه قلعه‌های گسترده مانند قلعه گایلارد (که میان سال‌های ۱۱۹۶ و ۱۱۹۸، ۱۵۰۰۰ تا ۲۰۰۰۰ پوند خرج داشت) بدست حکومت فراهم می‌شد، ولی لردهای سرزمینهای کوچکتر، نمی‌توانستند هزینه‌های بسیار هنگفت را بپردازند. ساخت یک قلعه سنگی در بیشتر نمونه‌ها یک دهه زمان می‌بُرد. هزینه قلعه‌ای بزرگ که در این دوران ساخته می‌شد، بر دارایی‌های لرد بازتاب فراوانی داشت. هزینه قلعه‌های ساخته شده در اواخر سده ۱۳ام نیز مشابه بودند و قلعه‌هایی مانند بئائوماریس و رئودلان به ترتیب ۱۴۵۰۰ پوند و ۹۰۰۰ پوند هزینه به بار آوردند. هزینه قلعه‌سازی ادوارد یکم در ولز میان سال‌های ۱۲۷۷ و ۱۳۰۴، ۸۰۰۰۰ پوند و میان سال‌های ۱۲۷۷ تا ۱۳۲۹ ۹۵۰۰۰ پوند، شد. جیمز سن جورجطراح سرشناس بئائوماریس هزینه‌ها را بدین گونه بازگو می‌کند:
- در شرایطی که شاید شما شگفتزده شوید این همه پول چگونه می‌تواند در یک هفته هزینه شود، باید بگویم که ما به این اندازه نیاز داشته‌ایم، و هنوز به ۴۰۰ سنگ‌تراش، ۲۰۰۰ کارگز نیمه‌ماهر، ۱۰۰ گاری، ۶۰ ارابه و ۳۰ قایق برای جابجایی سنگ و زغال‌سنگ؛ ۲۰۰ کارگر معدن؛ ۳۰ آهنگر؛ و ۳۰ نجار نیاز داریم. همه این‌ها جدا از پادگان و هزینه خرید مواد هستند. به اندازه فراوانی از مواد نیاز داریم… دستمزد کارگران پرداخت شده‌است ولی هنوز کارهای عقب‌افتاده فراوانی داریم، و دردسر پایه ای ما جای خواب آن‌هاست زیرا این‌جا چیزی برای زندگی نداریم.[۱۲۵]

نه تنها قلعه‌های سنگی گرانند، که نگهداری از آن‌ها نیز کار سختی است. آن‌ها دربرگیرنده شمار فراوانی تخته چوب می‌شدند، که بیشتر جانشین ناپذیر بودند و ازاینرو به نگهداری درست و خوبی نیاز داشتند. برای نمونه، مستندسازی شده‌است که در اواخر سده ۱۲ام، بازسازی قلعه‌هایی مانند قلعه اکستر و قلعه گلوسستر سالانه میان ۲۰ تا ۳۰ پوند هزینه داشتند.
کاربرد دستگاه‌ها و نوآوری‌های سده‌های میانه در فرایند ساخت گریزناپذیر شد، و فناوری ساخت داربست‌های چوبی از زمان اروپای دوران قدیم به جای مانده بود. در زمان ساختن قلعه‌ها از سنگ یکی از نگرانی‌های اصلی سازندگان سده‌های میانه در دسترس نگه‌داشتن معادن بود. نمونه‌هایی از قلعه‌هایی هست که سنگ در جای ساخت آن‌ها بود، مانند قلعه چیئون، قلعه کوکی و قلعه گیالارد. زمانی که در سال ۹۹۲، در فرانسه ساخته شد، قلعه سنگی قلعه لانگیاس ۱۶ متر ارتفاع، ۱۷٫۵ متر عرض و ۱۰ متر طول داشت، ارتفاع دیوارهایش به‌طور میانگین ۱٫۵ متر بود. دیوارها شامل ۱۲۰۰ متر مکعب سنگ اند و مساحت آن‌ها کلا ۱۶۰۰ متر مربع می‌باشد. ساخت برج ۸۳۰۰۰ روز کاری طول کشیده‌است که اغلب کارگران نیز غیرماهر بوده‌اند.
کشورهای بسیاری هر دو نوع قلعه سنگی و چوبی را دارا می‌باشند، ولی دانمارک دارای معادن اندکی است و در نتیجه اکثر قلعه‌هایش گلی یا چوبی بوده، یا بعداً از خشت ساخته شده‌اند. سازه‌های خشتی ضرورتاً از همتایان سنگی خود ضعیف‌تر نیستند. در انگلستان قلعه‌های خشتی به نسبت قلعه‌های سنگی، چوبی و گلی کمتر به چشم می‌خورند، و اغلب دلیل انتخاب آن زیبایی ظاهری و مد بودنش می‌باشد. برای مثال قلعه تاترشال که میان سال‌های ۱۴۳۰ و ۱۴۵۰ ساخته شد، پیرامونش سنگ‌های زیادی وجود داشتند، اما مالک آن، لرد کرومول، خشت را انتخاب کرد. برای ساخت این قلعه از ۷۰۰۰۰۰ خشت استفاده شده‌است، که به عنوان بهترین قطعه کار خشتی سده‌های میانهیی در انگلستان شناخته می‌شود. اکثر قلعه‌های اسپانیایی، از سنگ ساخته شده بودند، ولی قلعه‌های اروپای شرقی معمولاً چوبی بودند.

## مرکز اجتماعی

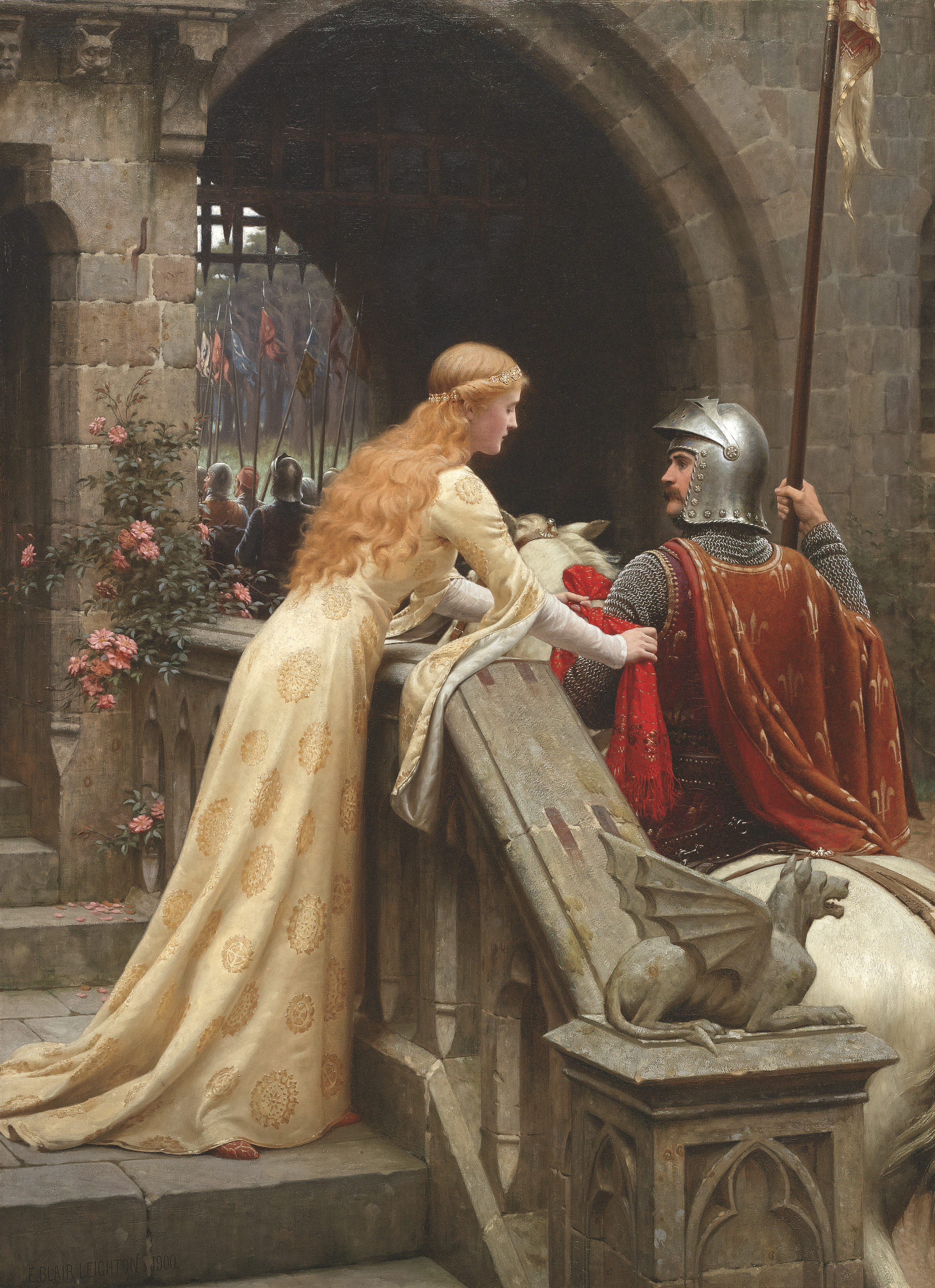
خدا به همراهت! اثر ادموند لیتون، ۱۹۰۰؛ بانویی را نشان می‌دهد که پارچهٔ قرمزی را به بازوی شوالیهٔ دلبندش می‌بندد و با این کار درخواست بازگشت پیروزمندانه و تندرستی او را می‌کند.

با بودن لرد در قلعه، اینجا مرکز فرماندهی بود که به او توان سرپرستی سرزمینش را می‌بخشید. او بر پشتیبانی زیردستانش امید داشت، و بی پشتوانه مردان نیرومندش، ناتوان می‌شد. لردهای پیروز به همراه زیردستان‌شان در برابر مردم دادگاه برگزار می‌کردند، ولی توان غایبان پایین‌تر بود. لردهای بزرگتر دارای شکوه بیشتری بودند و کمتر پیش می‌آمد که یک لرد همیشه به همه پیشامدها و کارها رسیدگی کند، از این رو او از سوی خود نمایندگانی را می‌گماشت. این نکته به ویژه شامل خاندان پادشاهی می‌شد که بیشتر در کشورهای گوناگون زمین داشتند.
برای ایجاد امکان تمرکز لرد بر مسئولیت‌های مربوط به حکومت، او خانه‌ای رأی کارمندان داشت که به کارهای معمول مانند تهیه غذا رسیدگی می‌کردند. خانه به وسیله یک ناظر اداره می‌شد و یک خزانه‌دار از اطلاعات مکتوب ایالت محافظت می‌کرد. خانواده‌های سلطنتی در اصل مشابه خانواده‌های بارونی عمل می‌کردند، اگرچه مقیاس این‌ها بسیار بزرگتر و اعتبارشان نیز بیشتر بود. یکی از نقش‌های مهم کارمندهای خانه آماده‌سازی غذا بود؛ در زمان مراسم آشپزخانه قلعه مکانی شلوغ بود، که باید غذاها را از قبل سفارش داد. بدون حضور خانواده لرد، قلعه به مکانی ساکت به همراه تعدادی از ساکنین تبدیل می‌شد که از قلعه نگه‌داری می‌کردند.
قلعه‌ها مرکز اجتماعی مهمی برای نمایش بودند. سازندگان می‌کوشیدند تا با استفاده از نقوش، نمادها را نشان و احساس جوانمردی را در میان نخبگان گسترش دهند. سازه‌های بعدی احیای رمانتیک برای همین هدف عناصر معماری قلعه را نشان می‌دادند. قلعه‌ها به عنوان افتخار معماری با کلیساهای بزرگ مقایسه شده‌اند، و در برخی قلعه‌ها باغ‌هایی زینتی قرار گرفته‌اند. حق مستحکم‌سازی که به وسیله سلطنت اعطا می‌شد، تنها به این دلیل مهم نبود که به لرد اجازه می‌داد از دارایی‌هایش دفاع کند، بلکه مستحکم‌سازی و سازه‌های مرتبط با قلعه به دلیل استفاده شدن توسط افراد برجسته، برای لرد اعتبار می‌آورد.
عشق شهسوارانه پیوندی عاشقانه میان اشراف بود. بر خودداری عاشقان تأکید می‌شد. اگرچه این اتفاق گاهی به وسیله وقایع جوانمردانه مانند مسابقات تجربه می‌شد، این کار ممکن بود در خفا انجام شود. داستان تریستان و ایزولت نمونه‌ای از داستان‌های عشقی شهسوارانه بوده که در سده‌های میانه گفته شده‌است. این داستان، حکایت عشق میان دو نفر بود که بایکدیگر ازدواج نکردند، اما مرد با کسی دیگر ازدواج کرد. زناکاری نیز در میان لردها رایج است (برای مثال هنری یکم بیش از ۲۰ فرزند نامشروع داشت)، اما رابط نامشروع برای زن موضوعی غیرقابل قبول بود.
هدف ازدواج اشراف سده‌های میانه ایجاد امنیت در سرزمین بود. دخترها در نوجوانی ازدواج می‌کردند، اما سن ازدواج پسرها بالا بود. نقش جانبی زنان در خانواده‌های سده‌های میانه موضوعی مشهور است و این خود در اختیار لرد می‌باشد. ریشه این موضوع نظامی بودن قلعه است، اما اغلب قلعه‌ها در انگلستان، فرانسه، ایرلند، و اسکاتلند درگیر هیچ جنگی نشده‌اند، لذا از زندگی خانوادگی غفلت کرده‌اند. زن لرد «بخش ازدواج» ایالت همسرش را که حدوداً یک سوم آن می‌باشد، به دست می‌آورد، و آن را در تمام عمرش در اختیار داشت، اگر می‌مرد آن بخش به همسرش می‌رسید. اداره آن به‌طور مستقیم دست زن بود، و لرد نیز اداره زمین خود را بر عهده داشت. یک زن برخلاف محروم بودن از خدمات نظامی، می‌توانست مسئول یک قلعه باشد، خواه از سوی همسرش و خواه اگر بیوه می‌شد. به دلیل تأثیر زن‌ها بر خانواده سده‌های میانهیی، آن‌ها بر ساخت و ساز و طراحی تأثیر می‌گذاشتند.

## موقعیت و چشم‌انداز

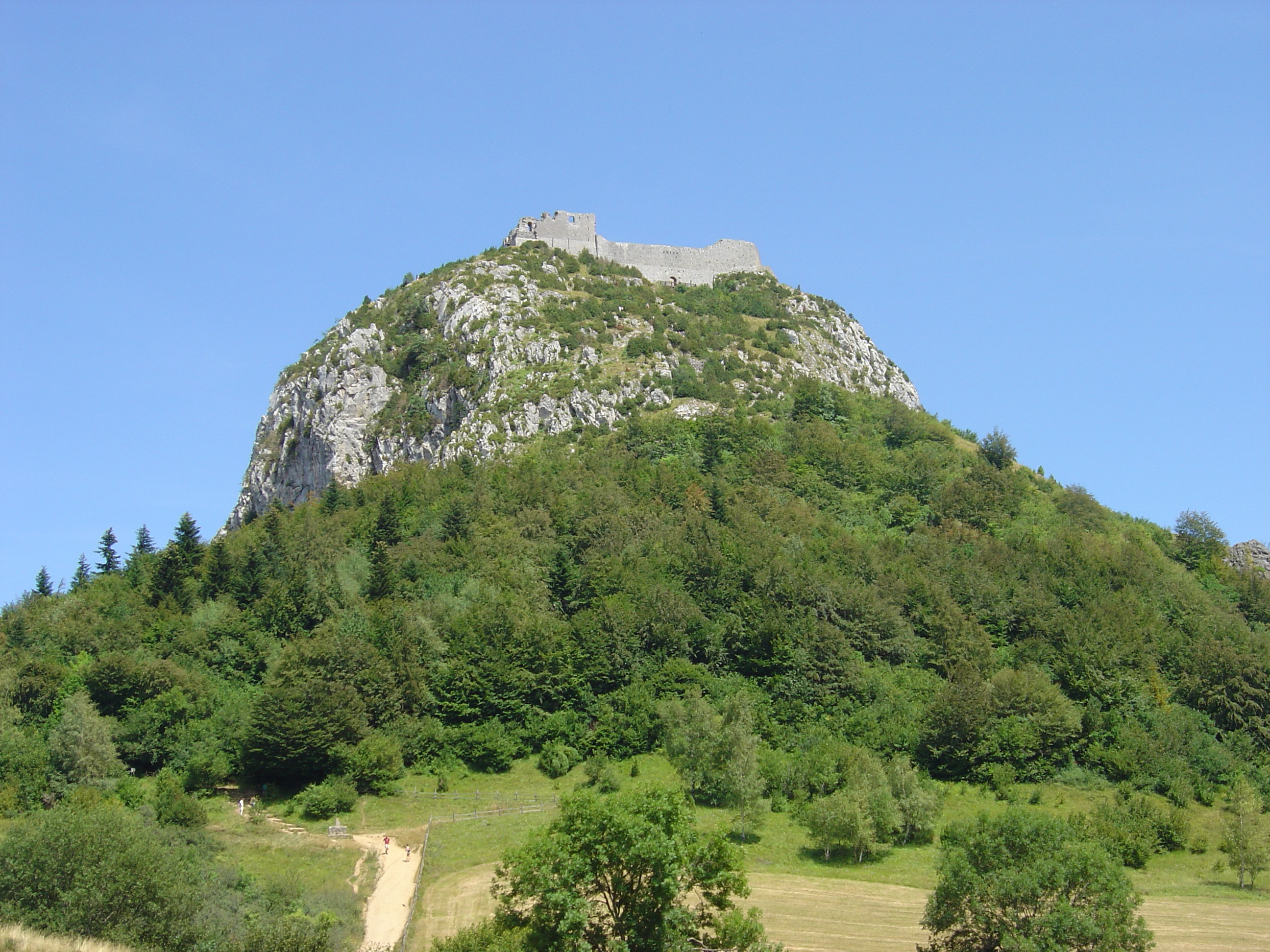
قلعه‌های کوهستانی مانند قلعه مونت‌سگور در فرانسه، به الگوی پرهوادار جای یافتن قلعه‌ها تبدیل شده‌است، زیرا آن‌ها خوش چشم‌انداز اند، در واقعیت قلعه‌ها بر پایه طیفی از ملاحظات ساخته می‌شدند.

گزینش جایگاه قلعه به زمین دردسترس وابسته بود. درحالی که قلعه‌های کوهستانی مانند مارکسبورگ در آلمان (جایی که ۶۶ درصد همه سازه‌های سده‌های میانه پرآوازه، دژ کوهستانی و ۳۴ درصد آن‌ها قلعه‌های پست بودند) پر کاربرد بودند، در انگلستان کمتر به چشم می‌خوردند. قلعه‌ها از روی گستره رنگارنگ کارکردهایشان در جاهای گوناگون ساخته می‌شدند. عوامل چندگانه در زمان جانمایی بررسی می‌شد، و هماهنگی میان کارکرد پدافندی و نزدیکی به منابع برپامیگشت. برای نمونه قلعه‌های فراوانی در کنار جاده رومی (جاده ای ارزشمند برای جابجایی در سده‌های میانه) جای داشتند. هرجایی که می‌شد، از استحکامات پیشین مانند قلعه رومی یا باروهای قلعه تپه‌ای دوره آهن استفاده می‌شد. گاهی جایی در بلندی که بر پیرامون خود دید خوبی داشت و دسترسی به موانع طبیعی داشت، از روی نماد نیرومندی بودن، گزینش می‌شد. قلعه‌های شهری در کنترل جمعیت و تولید، مخصوصاً به همراه نیروی مهاجر نقشی مهم ایفا می‌کردند، برای مثال بعد از پیروزی نرمن‌ها بر انگلستان در سده ۱۱ام تعداد زیادی قلعه سلطنتی در شهرها و اطرافشان ساخته شد.

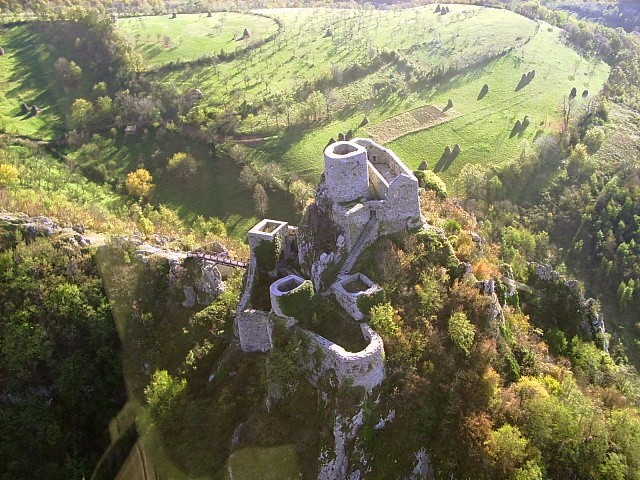
قلعه سربرنیک در بوسنی، عدم دسترسی آسان به مکان به همراه تنها یک پل باریک برای عبود از دره‌ای عمیق، شرایطی ایدئال ایجاد کرده‌است.

از آنجا که قلعه‌ها تنها سازه‌های نظامی نبودند، بلکه به عنوان مرکز حکمرانی و نشانه قدرت شناخته می‌شدند، تأثیر عظیمی بر مناطق اطراف خود داشتند. قلعه‌های روستایی به دلیل نقششان در مدیریت ایالت لرد، به سیستم‌های تولید مرتبط بودند. استخر ماهی یکی از نعمت‌های اشراف لرد بود، و بسیاری از آن‌ها در کنار قلعه‌های یافت می‌شدند. آن‌ها نه تنها در تأمین آب و ماهی تازه به کار می‌رفتند، بلکه نمادی از قدرت بودند، زیرا ساخت و نگه‌داری آن‌ها بسیار هزینه‌بر بود.
اگرچه گاهی ساختن یک قلعه سبب نابودی یک روستا مانند ایتون سوکون در انگلستان می‌شود، اما اغلب ساخت قلعه موجب رشد و رونق روستاها شده‌است. گاهی شهرها یا روستاهای قلعه‌ای را پیرامون یک قلعه ساخته‌اند. سود بردن از ساختن قلعه در شهرک‌ها تنها به اروپا محدود نمی‌شود. زمانی که قلعه صفد در سده ۱۳ام در الجلیل سرزمین مقدس ساخته شد، اهالی ۲۶۰ روستا از جابجایی رایگان ساکنین قلعه تازه تأسیس سود بردند. با ایجاد قلعه، مناطق پیرامونش بازسازی، و برای رفاه لرد، راه‌هایی مناسب ایجاد می‌شدند. شهرک‌ها نیز به دلیل نزدیکی به مرکزی اقتصادی و با امنیت، به‌طور طبیعی در اطراف قلعه رشد می‌کردند. البته تمام شهرک‌ها تا این حد خوش‌شانس نبودند، با از دست رفتن اهمیت برخی قلعه‌ها، زندگی شهری اطراف آن‌ها نیز از میان برداشته می‌شد و شهرک‌ها متروکه می‌گشتند.
اندکی بعد از فتح انگلستان به دست نورمن‌ها، قلعه‌هایی در اطراف شهرهای مهم ساخته شدند، تا مردم را کنترل کنند و آنان را مطیع حکومت سازند. آن‌ها معمولاً در کنار استحکامات پیشین مانند دیوار رومی ساخته می‌شدند، اگرچه گاهی به دلیل اشغال فضا برخی از ان استحکامات تخریب می‌گشتند. در لینکلن، انگلستان ۱۶۶ خانه برای ساختن قلعه تخریب شدند و در یورک، زمین‌های کشاورزی به زیر آب رفتند تا خندقی برای قلعه ساخته شود. با کاهش اهمیت نظامی قلعه‌های شهری، آن‌ها به مرکز حکومت، تبدیل شدند و نقش‌های مالی و عدالتی را به عهده گرفتند. در زمان حمله نورمن‌ها به ایرلند، اسکاتلند و ولز در قرون ۱۱ام و ۱۲ام، مناطق مسکونی آن کشورها عمدتاً غیر شهری بودند، و تأسیس شهرها اغلب به زمان ایجاد قلعه‌ها بازمی‌گردد.
وجود قلعه‌هایی با ویژگی‌های سطح بالا مانند استخر ماهی، نمادی از قدرت و کنترل منابع بود. اغلب در اطراف قلعه و گاهی درون استحکامات، یک کلیسای محلی یافت می‌شد. این موضوع نشان‌دهنده ارتباط نزدیک لرد فئودال با کلیسا به عنوان یکی از مهم‌ترین اعضای انجمن سده‌های میانهیی بود. حتی این امکان وجود داشت که از عناصر نظامی معماری قلعه برای نمایش قدرت استفاده کرد. عوارض آبی قلعه کنیلورث در انگلستان، تمام افراد ملاقات‌کننده را وادار می‌کرد که با عبور از راهی غیر مستقیم، قبل از رسیدن به دروازه، پیرامون تمام استحکامات بگردند. نمونه دیگر قلعه بودیام در انگلستان است که به سده ۱۴ام بازمی‌گردد؛ اگرچه در ظاهر این قلعه نمونه بارزی از هنر و تکنولوژی است، از نظر استراتژیکی، اهمیت چندانی ندارد، و خندق‌های آن کم عمقند و بیشتر برای جذاب کردن قلعه ایجاد شده‌اند. مسیر آن طولانیست و ملاقات‌کننده را پیرامون قلعه می‌گرداند، تا اطمینان حاصل شود که آن‌ها قبل از ورود به خوبی عظمت آن را دیده باشند. به علاوه، درهای توپخانه غیرمعمول و ناکارامد بودند.

## جنگ

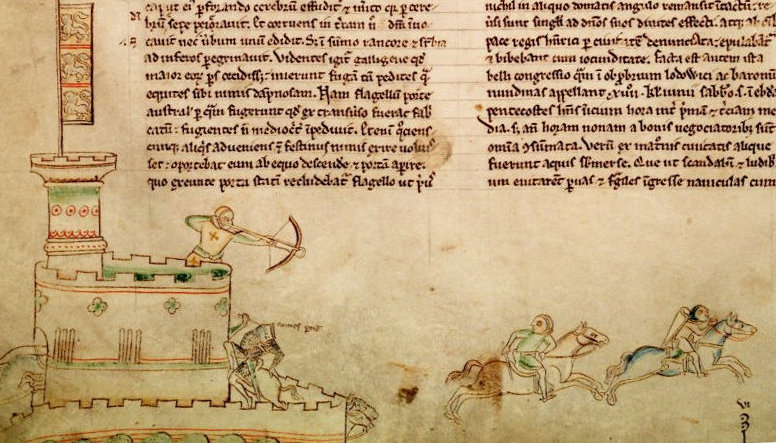
یک نقاشی از سده ۱۳ام، کاری از متیو پاریس که جنگ آن دوران را نشان می‌دهد، و دربردارنده کاربری قلعه، کمان‌داران زنبورکی و شوالیه‌های اسب‌سوار می‌باشد.

قلعه‌ها را سازه‌ای استوار می‌پنداشتند. بُرد کارایی آن‌ها نزدیک به ۴۰۰ متر بود، و حتی در زمان توپخانه‌ها نیز جنگ‌افزارهای آن‌ها بردی کوتاه داشتند. به هر روی، ماندن دشمن در برابر قلعه، بختِ حمله را برای قلعه فراهم می‌کند. پادگان‌ها گران و بیشتر در جاهایی که قلعه ارزش ویژه‌ای نداشت، کوچک بودند. همچنین هزینه‌ها مایه این می‌شد که پادگان‌ها در زمان آشتی و آرامش کوچکتر شوند و قلعه‌های کوچک بیشتر دو دیده‌بان یا نگهبان دروازه داشتند. در سال ۱۴۰۳، ۳۷ کماندار در قلعه کائرنارفون توانستند دو حمله هم پیمانان اوین گلیندور را در محاصره‌ای دراز مدت شکست دهند، و نشان دادند که نیروی کم نیز می‌تواند کارساز باشد.
در آغاز، گرداندن قلعه کار فئودال‌ها در برابر زمینداران، و زمینداران در برابر پادشاهان بود، ولی این کار در آینده بدست نیروهای مزدبگیر به انجام می‌رسید. بیشتر یک پاسبان فرمانده پادگان بود، که در دوران سازش نقش او نگهبانی از قلعه بود. شهسوارانی که به لطف آموزش‌های نظامی به عنوان افسر عمل می‌کردند، تحت فرمان او بودند. پایین‌تر از آن‌ها کمانداران قرار دارند که وظیفه آن‌ها جلوگیری از رسیدن دشمن به دیوارها می‌باشد.
ارتش در مواقعی که لازم بود کنترل قلعه را در دست بگیرد، می‌توانست حمله‌ای را ترتیب دهد یا آن را محاصره کند. در مکان‌های مهم دفاعی خالی کردن پادگان بهتر از حمله کردن بدان است. مدافعان بدون رسیدن کمکی خارجی، نهایتاً تسلیم می‌شدند. اگر تدارکات زیاد بودند، محاصره از چند هفته تا چند ماه و بعضاً چند سال طول می‌کشید. محاصره طولانی مدت به مدافعان فرصت طلب کمک می‌دهد و برای مهاجمان امکان جمع‌آوری نیروی بیشتر را فراهم می‌سازد. چنین روشی تنها به قلعه‌ها محدود نمی‌شد، بلکه در شهرهای استحکامی امروزی نیز مورد توجه قرار می‌گیرد.
حمله کنندگان به قلعه انتخاب‌های فراوانی داشتند. در سازه‌ها چوبی مانند بیشه کوچک و حیاط‌های بیرونی اولیه، آتش تهدیدی جدی بود، و تلاش به شعله‌ور کردن آن در بایئوکس تاپستری دیده می‌شود. سلاح‌های پرتابی از زمان باستان مورد استفاده قرار می‌گرفتند و منجنیق و پتراریا (که به ترتیب ریشه‌ای رومی و شرقی دارند) به عنوان دو سلاح اصلی در سده‌های میانه به کار می‌رفتند. پیش از توسعه توپ‌ها، منجنیق مخصوص پرتاب مرمی مهم‌ترین اسلحه در زمان محاصره قلعه بود که در سده ۱۳ام اختراع گشت. این اسلحه‌ها به دلیل برد پایین و بزرگ بودن، امکان آسیب‌پذیری از قلعه را دارا بودند. در مقابل، اسلحه‌هایی مانند منجنیق مخصوص پرتاب مرمی به دلیل ارتفاع بالای پرتابه قادر بودند مرکز قلعه را هدف‌گیری کنند، و به دلیل از آتش مستقیم دیوارهای حایل در امان بمانند.
بالیستا و اسپرینگالد سلاح‌هایی هستند که همانند کمان پولادی عمل می‌کنند. با توجه به ریشه یونانی آن‌ها، در پرتاب نیزه به کار می‌رفتند. تیرهایی که به وسیله این سلاح‌ها پرتاب می‌شدند، ارتفاع کوتاه‌تری داشتند و هدف‌گیری آن‌ها دقیق‌تر بود. اغلب از این سلاح‌ها به جای ساختمان‌های قلعه، در مقابل پادگان استفاده می‌شد. نهایتاً توپ‌ها پیشرفت کردند، و به جایی رسیدند که قدرت و بردشان از منجنیق‌ها بیشتر شد، و به سلاح اصلی جنگ محاصره‌ای تبدیل گشتند.

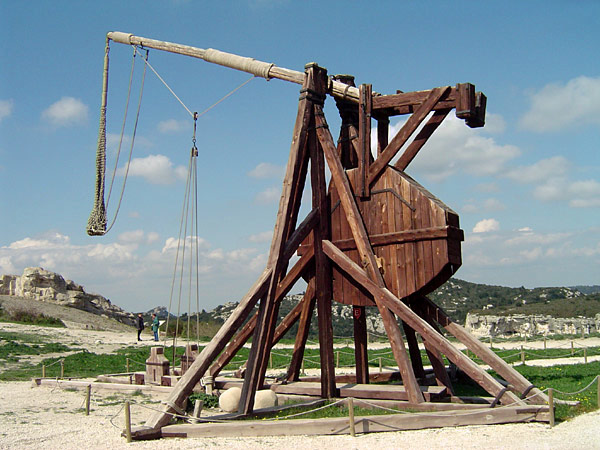
منجنیق مخصوص پرتاب مرمری بازسازی شده در قلعه بائوکس در فرانسه

ممکن بود دیوارها از زیر تخریب شوند. امکان حفر کانال به دیوار وجود داشت، و زمانی که به هدف می‌رسید، پایه نگه‌دارنده تونل به آتش کشیده می‌شد. این کار موجب فروریختن و تخریب ساختمان بالایی می‌شد. ساختن قلعه بر روی سخره و ایجاد خندق عمیق و عریض می‌توانست مانع از آن شود. امکان حفر ضد-راه در کنار تونل محاصره شوندگان وجود داشت؛ با فرض همگرا بودن آن‌ها این موجب مبارزه رو در روی زیر زمینی می‌شد. دژکوب نیز که از تنه درخت ساخته شده و سری آهنی داشت، مورد استفاده قرار می‌گرفت. از آن‌ها برای بازکردن دروازه‌ها استفاده می‌شد، البته گاهی نیز با تأثیر کمتر برای تخریب دیوارها به کار می‌رفتند.
نردبان نیز می‌توانست تلاشی برای صعود بر دیوارها و جنگ در راه‌روهای بالای دیوار باشد. در این مورد، مهاجمان بسیار آسیب‌پذیرترند. راهی امن‌تر برای مهاجمان استفاده از برج محاصره بود. زمانی که خندق‌های اطراف قلعه پر می‌شدند، این برج‌های چوبی متحرک می‌توانستند راهی برای صعود به دیوارهای حایل باشند.

## نگارخانه

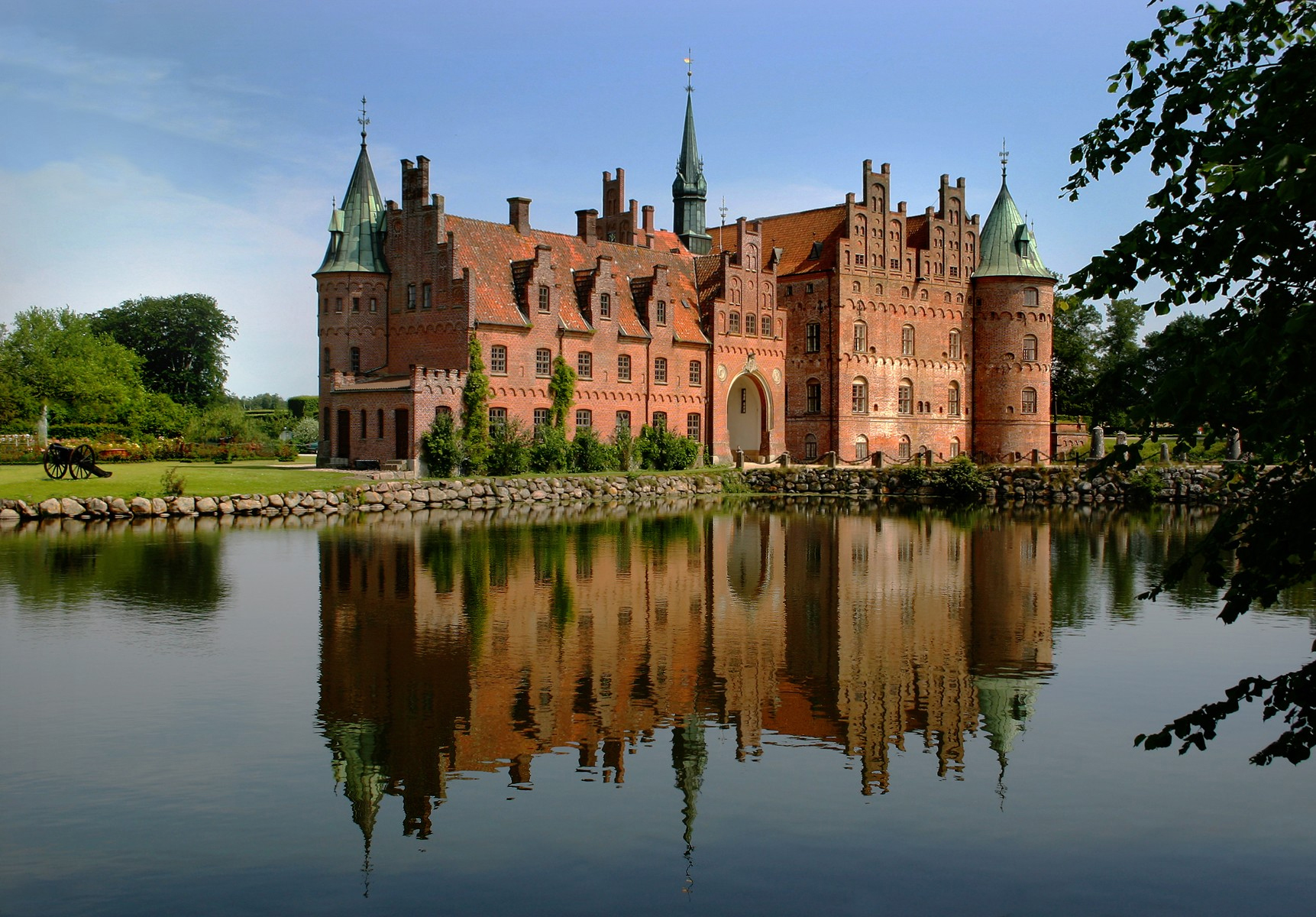
قلعه اگسکوف در جزیره فین دانمارک
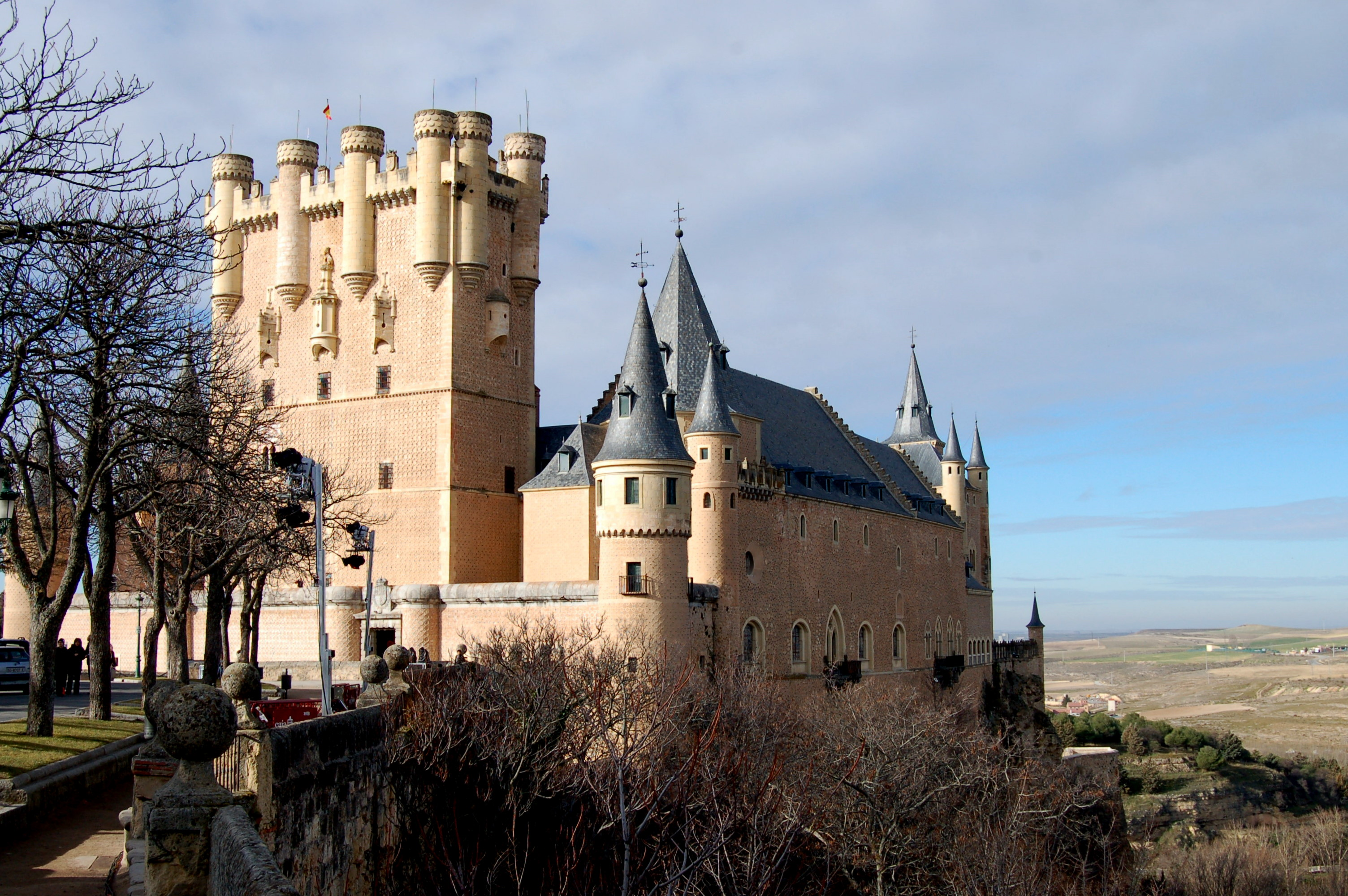
قلعه آلکازار در سگوبیا اسپانیا
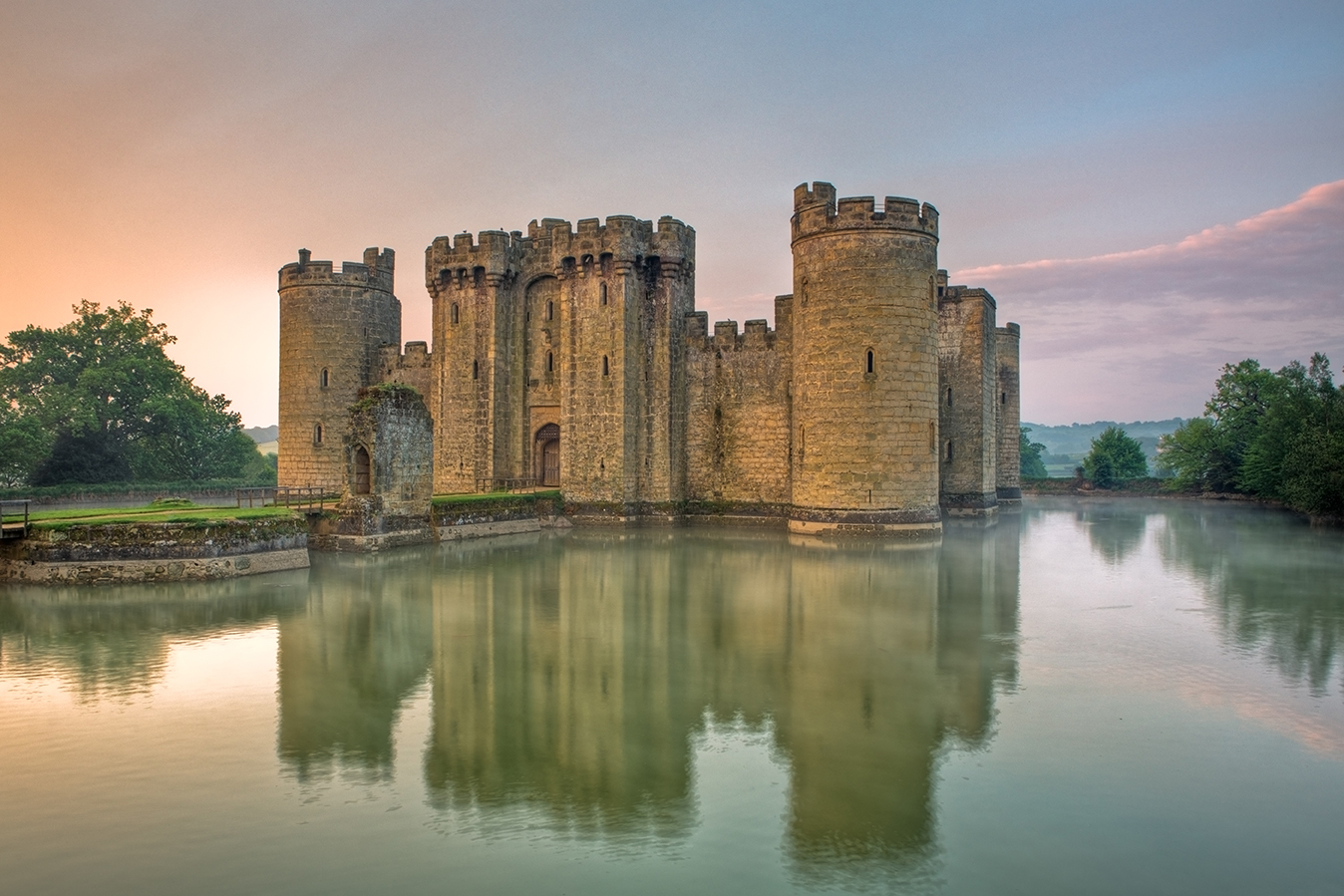
قلعه بودیام در ساسکس شرقی در انگلستان، که به وسیله یک خندق مملو از آب احاطه شده‌است.